# Meurtres au paradis
Mystères au Paradis
Meurtres au paradis (Death in Paradise) est une série télévisée policière franco-britannique créée par Robert Thorogood (en) et diffusée depuis le 25 octobre 2011 au Royaume-Uni sur BBC One et depuis le 22 juillet 2013 en France sur France 2 et 3 et anciennement sur France Ô. Elle est principalement tournée en Guadeloupe et met en scène le quotidien d'une brigade locale d'une île fictive des Antilles, Sainte Marie, souvent confrontée à des assassinats.
La distribution est composée actuellement de l'inspecteur Mervin Wilson (Don Gilet), du sergent Naomi Thomas (Shantol Jackson), de l'officier Darlene Curtis (Ginny Holder) et de l'agent Sebastian Rose (Shaquille Ali-Yebuah).
Au Québec, la série est diffusée en rafale depuis le 6 juin 2021 à la Télévision de Radio-Canada. Elle est rediffusée en prime-time sur TMC à partir du 18 juin 2023.

## Synopsis
Cette série policière est caractérisée par un changement fréquent de l'équipe et de son inspecteur.
L'inspecteur de la police britannique Richard Poole, plutôt pointilleux, est envoyé sur Saint-Marie, une île (fictive) des Caraïbes, pour enquêter sur la mort de l'inspecteur britannique local. Rapidement muté sur place pour le remplacer, il doit mener ses enquêtes avec Camille Bordey, une détective française de Saint-Marie. Le duo va devoir travailler ensemble malgré leurs différences de caractère, tandis que Richard Poole devra s'adapter à un autre style de vie sur cette île ensoleillée, aux coutumes différentes de celles qu'il connaissait jusqu'à présent.
À partir de la troisième saison, un nouvel inspecteur, Humphrey Goodman, vient de Londres pour enquêter sur la mort de Richard Poole, assassiné. Il reste finalement sur l'île de Saint-Marie pour le remplacer et continuer son travail.
Au milieu de la sixième saison, l'équipe ayant une enquête à Londres avec l'inspecteur local Jack Mooney, Humphrey Goodman décide d'y rester avec Martha, son ancien amour de jeunesse, tandis que Jack Mooney part avec sa fille pour des vacances à Saint-Marie. Cette île devient son nouvel habitat et Jack Mooney devient le nouvel inspecteur-chef.
En juin 2022, il est annoncé qu'on retrouvera Humphrey Goodman et Martha Lloyd dans une série dérivée (ou spin-off) : Mystères au Paradis. Humphrey Goodman obtient un poste d'inspecteur dans le village natal de Martha. Ils s'aperçoivent rapidement que la vie dans la campagne britannique n'est pas aussi paisible qu'ils le pensaient, et que le taux de criminalité est très élevé,. Le tournage des 6 épisodes de 60 minutes commence le 1er août 2022 dans le Sud-Ouest de l'Angleterre. La diffusion commence le 24 février 2023 sur BBC One et, dans le dernier épisode, diffusé le 7 avril 2023, il y a un crossover entre les deux séries,. Une deuxième saison est annoncée ainsi qu'un épisode spécial Noël.
Dès la neuvième saison, l'inspecteur-chef Jack Mooney quitte Saint-Marie pour mieux s'occuper de sa fille. Il est aussitôt remplacé par Neville Parker, originaire de Manchester.
Dans la dixième saison, l'Inspecteur-chef Neville Parker n'arrive pas à avouer ses sentiments au sergent Florence Cassell, étant trop timide.
Lors de la onzième saison, il reçoit la visite de sa sœur, Izzy Parker. D'abord agacé par sa présence, Neville se montrera plus compréhensif car elle dévoile être enceinte.
Lors de la treizième saison, le Sergent Camille Bordey réapparaît dans le premier épisode, sa mère l'ayant rejointe pour la soutenir lors de son accouchement. Dans le cinquième épisode de cette saison, le Sergent Jean-Pierre "J. P." Hooper revient pour aider le commandant Patterson à trouver un poste d'agent en Jamaïque pour l'agent Marlon Pryce, qui a annoncé sa décision d'y partir pour accompagner sa sœur. 
La treizième saison se conclut par le départ de l'inspecteur Neville Parker, qui quitte l'île afin de voyager aux côtés de Florence, à qui il a finalement avoué ses sentiments. L'inspecteur Mervin Wilson le remplace dès l'épisode spécial de Noël qui suit la treizième saison. Lors de son arrivée sur l'île, son tempérament agace beaucoup Naomi et Darlene, mais il finit par changer de comportement en accordant plus d'importance à ceux qui l'entourent.

## Distribution
| Personnage                                      | Acteur                                    | Voix française                                                    | Saisons    | Saisons    | Saisons    | Saisons    | Saisons    | Saisons    | Saisons    | Saisons    | Saisons    | Saisons                                  | Saisons                                  | Saisons                                  | Saisons                                  | Saisons                                  | Saisons                                  | Saisons                                  | Saisons           | Saisons    |
| Personnage                                      | Acteur                                    | Voix française                                                    | 1          | 2          | 3          | 4          | 5          | 6          | 7          | 8          | 9          | 10,                                      | Spécial Noël 2021                        | 11                                       | Spécial Noël 2022                        | 12                                       | Spécial Noël 2023                        | 13,                                      | Spécial Noël 2024 | 14         |
| ----------------------------------------------- | ----------------------------------------- | ----------------------------------------------------------------- | ---------- | ---------- | ---------- | ---------- | ---------- | ---------- | ---------- | ---------- | ---------- | ---------------------------------------- | ---------------------------------------- | ---------------------------------------- | ---------------------------------------- | ---------------------------------------- | ---------------------------------------- | ---------------------------------------- | ----------------- | ---------- |
| Inspecteur-chef Richard Poole                   | Ben Miller                                | Emmanuel Curtil                                                   | Principal  | Principal  | Épisode 1  |            |            |            |            |            |            | Épisode 6 (caméo)                        |                                          |                                          |                                          |                                          |                                          |                                          |                   |            |
| Sergent Camille Bordey                          | Sara Martins                              | Sara Martins                                                      | Principale | Principale | Principale | Principale |            |            |            |            |            | Épisodes 5 et 6                          |                                          |                                          |                                          |                                          |                                          | Épisode 1 (caméo)                        |                   |            |
| Agent Dwayne Myers                              | Danny John-Jules                          | Jean-Paul Pitolin                                                 | Principal  | Principal  | Principal  | Principal  | Principal  | Principal  | Principal  |            |            |                                          | Invité                                   |                                          |                                          |                                          |                                          | Principal                                | Principal         |            |
| Agent puis Sergent Fidel Best                   | Gary Carr                                 | Diouc Koma                                                        | Principal  | Principal  | Principal  |            |            |            |            |            |            |                                          |                                          |                                          |                                          |                                          |                                          |                                          |                   |            |
| Commandant (Commissioner) Selwyn Patterson      | Don Warrington (en)                       | Daniel Kamwa                                                      | Principal  | Principal  | Principal  | Principal  | Principal  | Principal  | Principal  | Principal  | Principal  | Principal                                | Principal                                | Principal                                | Principal                                | Principal                                | Principal                                | Principal                                | Principal         | Principal  |
| Catherine Bordey                                | Élizabeth Bourgine                        | Élizabeth Bourgine                                                | Récurrente | Principale | Principale | Principale | Principale | Principale | Principale | Principale | Principale | Principale                               | Principale                               | Principale                               | Principale                               | Principale                               | Principale                               | Principale                               | Principale        | Principale |
| Inspecteur-chef Humphrey Goodman                | Kris Marshall                             | Bruno Choël                                                       |            |            | Principal  | Principal  | Principal  | Principal  |            |            |            |                                          |                                          |                                          |                                          |                                          |                                          |                                          |                   |            |
| Sergent Florence Cassell                        | Joséphine Jobert                          | Joséphine Jobert                                                  |            |            |            | Principale | Principale | Principale | Principale | Principale |            | Principale                               | Principale                               | Principale                               |                                          |                                          |                                          | Récurrente                               |                   |            |
| Agent puis Sergent Jean-Pierre « J. P. » Hooper | Tobi Bakare (de)                          | Jean-Baptiste Anoumon                                             |            |            |            | Principal  | Principal  | Principal  | Principal  | Principal  | Principal  | Principal                                |                                          |                                          |                                          |                                          |                                          | Épisode 5                                |                   | Épisode 1  |
| Martha Lloyd                                    | Sally Bretton (en)                        | Charlotte Marin                                                   |            |            |            |            | Épisode 8  | Principale |            |            |            |                                          |                                          |                                          |                                          |                                          |                                          |                                          |                   |            |
| Inspecteur-chef Jack Mooney                     | Ardal O'Hanlon                            | Daniel Lafourcade                                                 |            |            |            |            |            | Principal  | Principal  | Principal  | Principal  |                                          |                                          |                                          |                                          |                                          |                                          |                                          |                   |            |
| Agent Ruby Patterson                            | Shyko Amos                                | Léopoldine Serre                                                  |            |            |            |            |            |            |            | Principale | Principale |                                          |                                          |                                          |                                          |                                          |                                          |                                          |                   |            |
| Sergent Madeleine Dumas                         | Aude Legastelois                          | Aude Legastelois                                                  |            |            |            |            |            |            |            | Principale | Principale |                                          |                                          |                                          |                                          |                                          |                                          |                                          |                   |            |
| Inspecteur-chef Neville Parker                  | Ralf Little (en)                          | Emmanuel Garijo                                                   |            |            |            |            |            |            |            |            | Principal  | Principal                                | Principal                                | Principal                                | Principal                                | Principal                                | Principal                                | Principal                                |                   |            |
| Agent Marlon Pryce                              | Tahj Miles                                | Jhos Lican                                                        |            |            |            |            |            |            |            |            |            | Principal (jusqu'à saison 13, épisode 5) | Principal (jusqu'à saison 13, épisode 5) | Principal (jusqu'à saison 13, épisode 5) | Principal (jusqu'à saison 13, épisode 5) | Principal (jusqu'à saison 13, épisode 5) | Principal (jusqu'à saison 13, épisode 5) | Principal (jusqu'à saison 13, épisode 5) |                   |            |
| Sergent Naomi Thomas                            | Shantol Jackson                           | Aurélie Konaté                                                    |            |            |            |            |            |            |            |            |            |                                          |                                          | Principale                               | Principale                               | Principale                               | Principale                               | Principale                               | Principale        | Principale |
| Agent Darlene Curtis                            | Ginny Holder (en)                         | Déborah Claude (saison 7) / Martine Maximin (depuis la saison 11) |            |            |            |            |            |            | Récurrente |            |            |                                          |                                          | Principale                               | Principale                               | Principale                               | Principale                               | Principale                               | Principale        | Principale |
| Sophie Chambers / Rebecca Walmslow              | Chelsea Edge                              |                                                                   |            |            |            |            |            |            |            |            |            |                                          |                                          |                                          | Récurrente                               | Principale                               |                                          |                                          |                   |            |
| Inspecteur-chef Mervin Wilson                   | Don Gilet                                 | Eilias Changuel                                                   |            |            |            |            |            |            |            |            |            |                                          |                                          |                                          |                                          |                                          |                                          |                                          | Principal         | Principal  |
| Agent Sebastian Rose                            | Shaquille Ali-Yebuah                      | Geoffrey Loval                                                    |            |            |            |            |            |            |            |            |            |                                          |                                          |                                          |                                          |                                          |                                          |                                          |                   | Principal  |
| Personnages récurrents                          |                                           |                                                                   |            |            |            |            |            |            |            |            |            |                                          |                                          |                                          |                                          |                                          |                                          |                                          |                   |            |
| Harry le lézard                                 | Un lézard Anolis marmoratus               | Un lézard Anolis marmoratus                                       | Récurrent  | Récurrent  | Récurrent  | Récurrent  | Récurrent  | Récurrent  | Récurrent  | Récurrent  | Récurrent  | Récurrent                                | Récurrent                                | Récurrent                                | Récurrent                                | Récurrent                                | Récurrent                                | Récurrent                                | Récurrent         | Récurrent  |
| Rosey Fabrice-Hooper                            | Fola Evans-Akingbola (en) / Prisca Bakare | Camille Donda                                                     |            |            |            |            | Récurrente |            |            |            |            | Récurrente                               |                                          |                                          |                                          |                                          |                                          |                                          |                   |            |
| Siobhan Mooney                                  | Grace Stone                               | Geneviève Doang                                                   |            |            |            |            |            | Récurrente | Invitée    | Invitée    | Invitée    |                                          |                                          |                                          |                                          |                                          |                                          |                                          |                   |            |
| Patrice Campbell                                | Leemore Marrett Jr.                       | Daniel Lobé                                                       |            |            |            |            |            |            |            | Récurrent  |            |                                          |                                          |                                          |                                          |                                          |                                          |                                          |                   |            |
| Anna Masani                                     | Nina Wadia (en)                           | Christine Bellier                                                 |            |            |            |            |            |            |            |            | Récurrente |                                          |                                          |                                          |                                          |                                          |                                          |                                          |                   |            |
| Izzy Parker                                     | Kate O'Flynn (en)                         | Edwige Lemoine                                                    |            |            |            |            |            |            |            |            |            |                                          |                                          | Récurrente                               |                                          |                                          |                                          |                                          |                   |            |
| Zoe Ainsworth                                   | Taj Atwal                                 |                                                                   |            |            |            |            |            |            |            |            |            |                                          |                                          |                                          |                                          |                                          |                                          | Récurrente                               |                   |            |

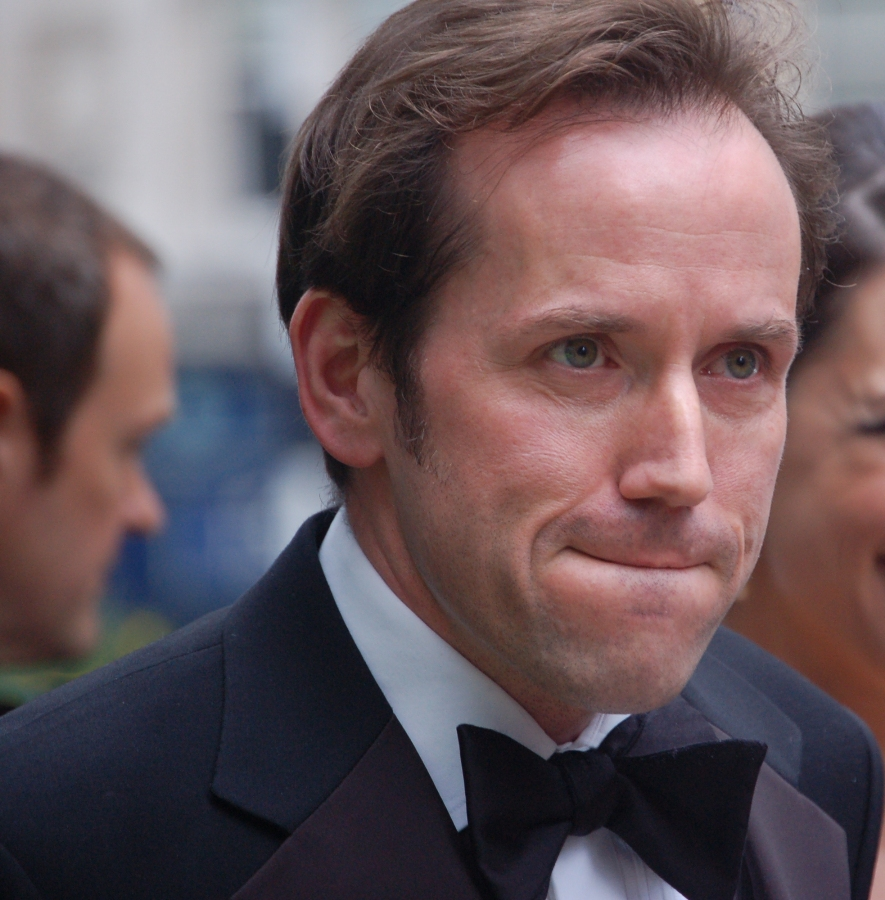
Ben Miller interprète Richard Poole.
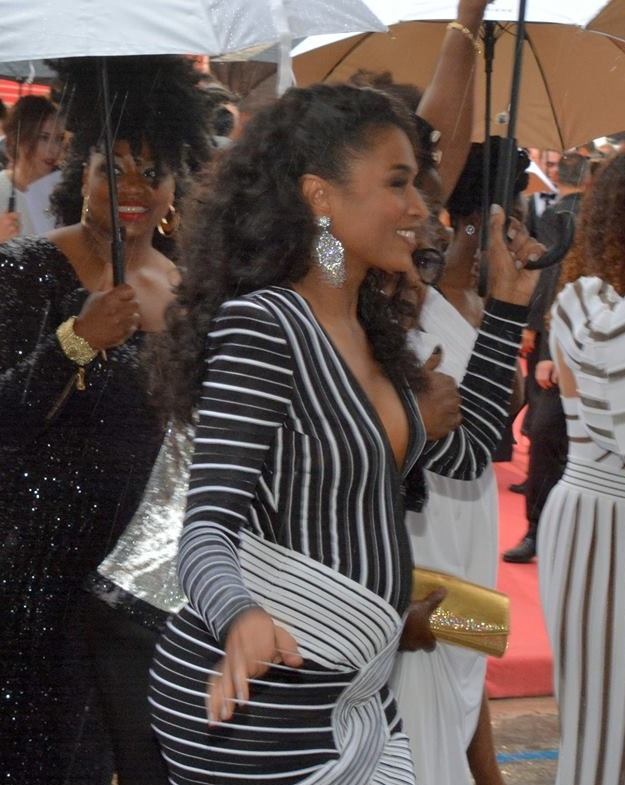
Sara Martins interprète Camille Bordey.
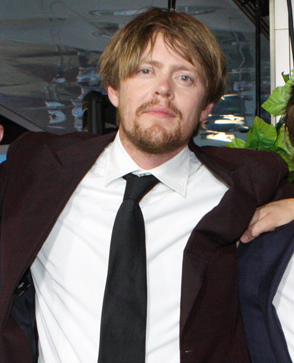
Kris Marshall interprète Humphrey Goodman.
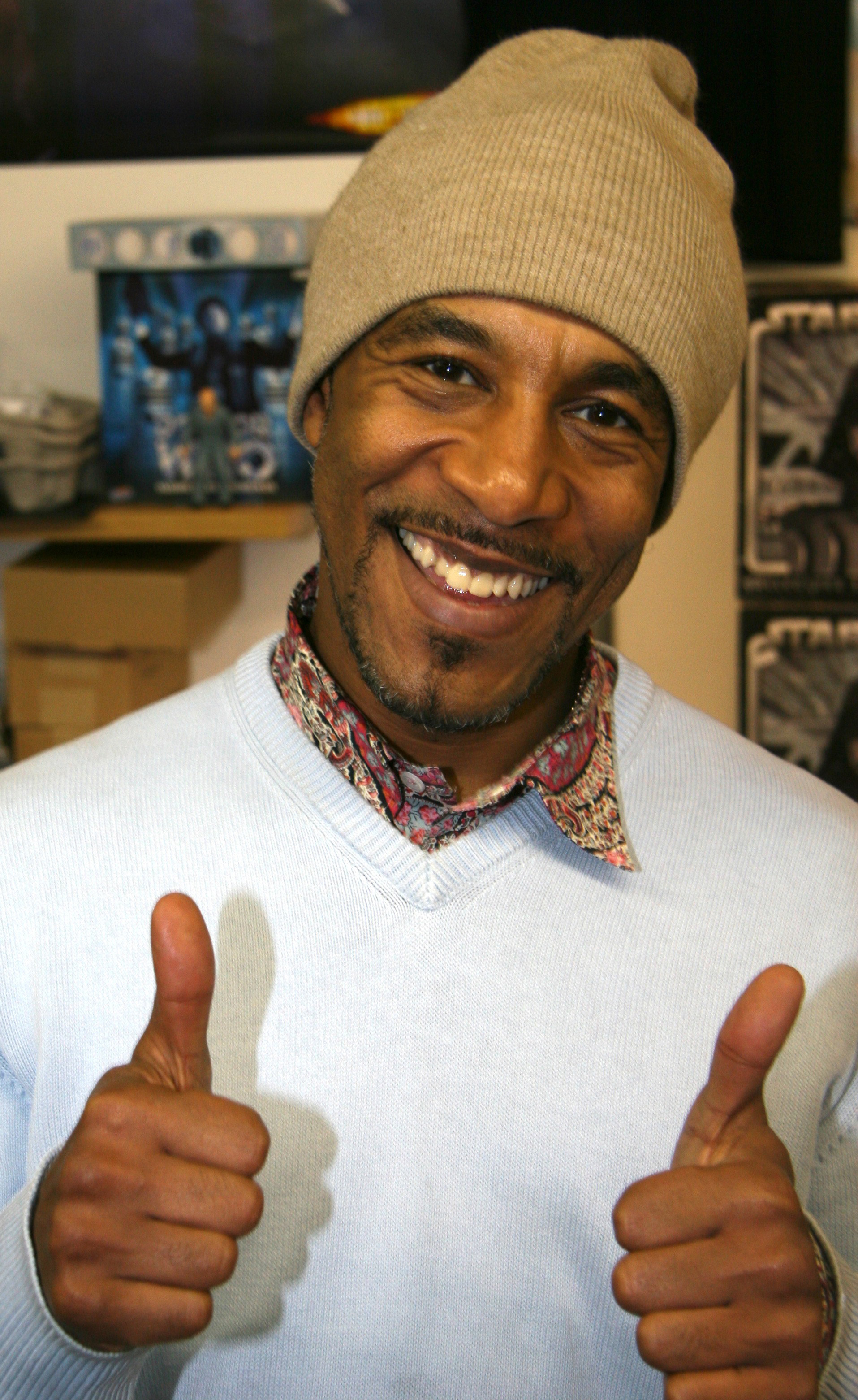
Danny John-Jules interprète Dwayne Myers.
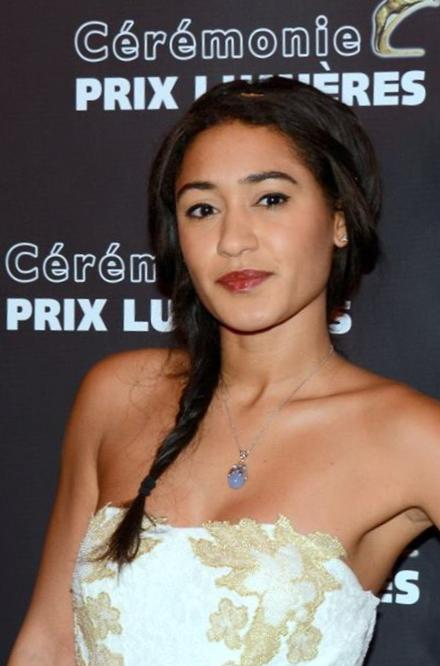
Joséphine Jobert interprète Florence Cassell.
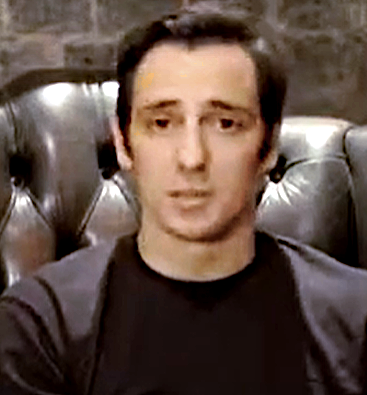
Ralf Little interprète Neville Parker.
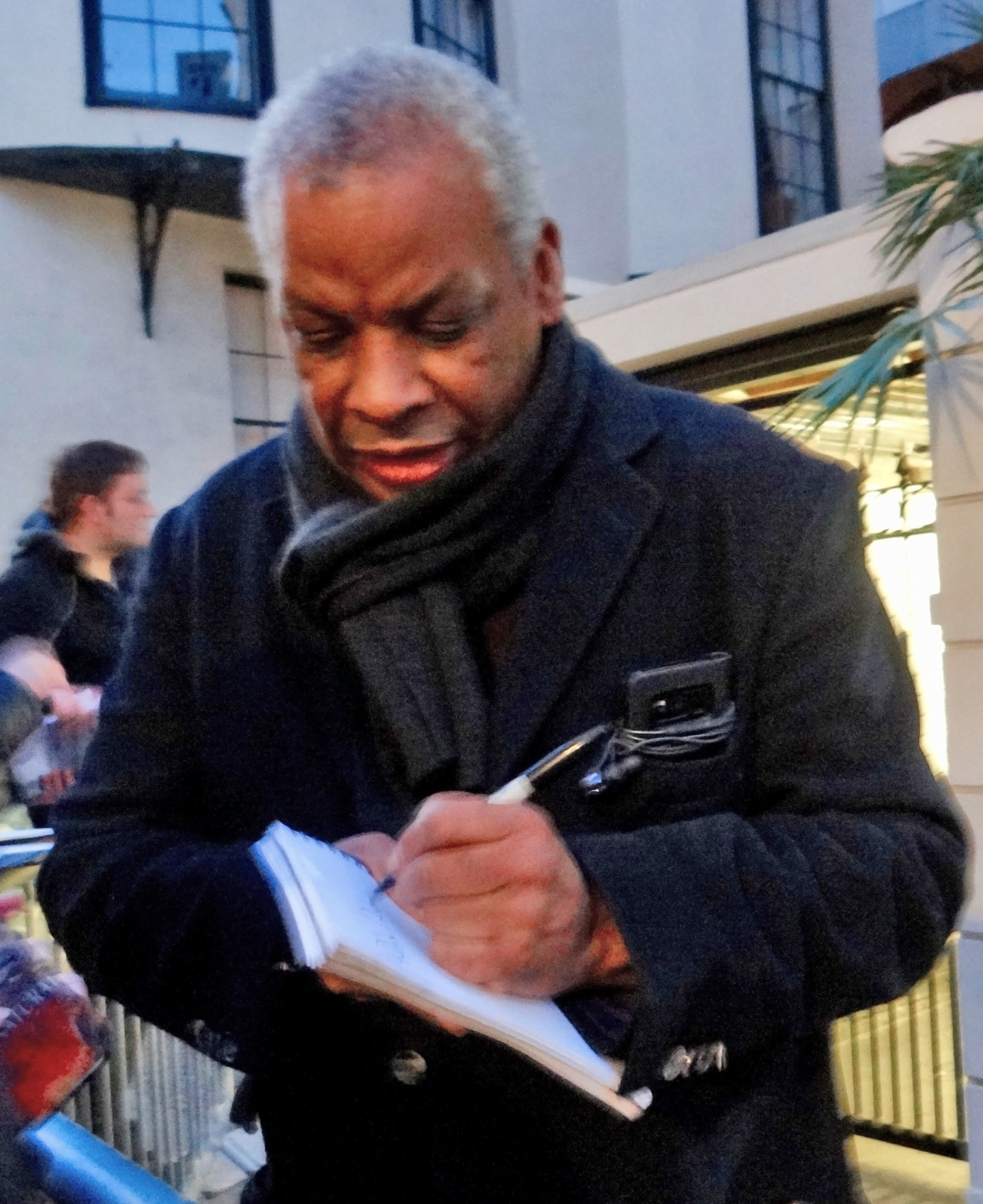
Don Warrington interprète Selwyn Patterson.
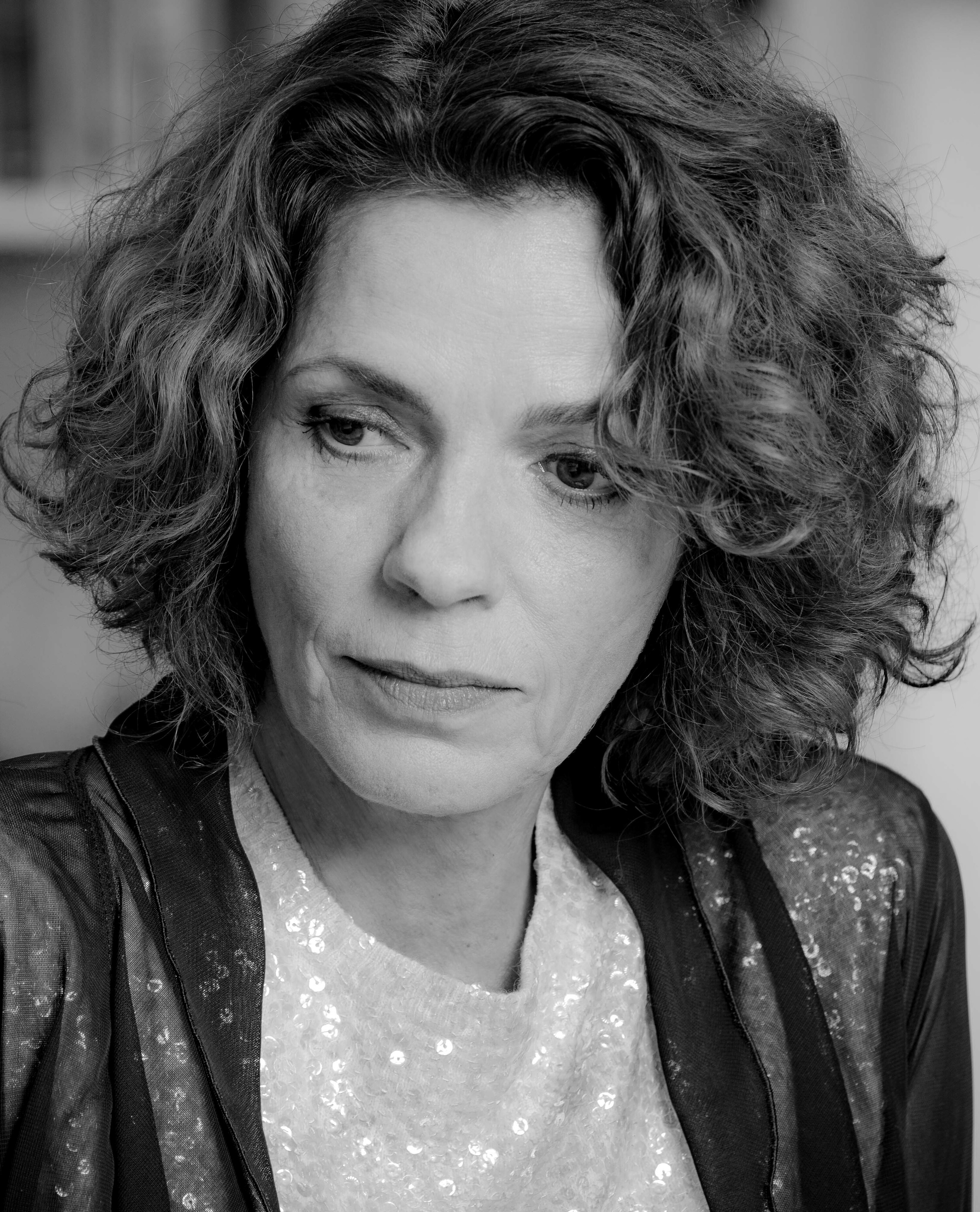
Élizabeth Bourgine interprète Catherine Bordey.

### Invités

#### Saison 1
- Sean Maguire : Marlon Collins (épisode 1, saison 1)
- Lenora Crichlow : Sergent Lily Thomson (épisode 1, saison 1)
- Rupert Graves : James Lavender (épisode 1, saison 1)
- Hugo Speer : Charlie Hulme (épisode 1, saison 1)
- Coralie Audret : Sarah Lavender (épisode 1, saison 1)
- Dominik Bernard : Directeur de la banque (épisode 1, saison 1)
- Charlotte Salt : Lisa Watson (épisode 2, saison 1)
- Robert Pugh : Mike Watson (épisode 2, saison 1)
- Frances Barber : Diana Watson (épisode 2, saison 1)
- Luke Allen-Gale : Adam Fairs (épisode 2, saison 1)
- Joseph Mydell : Directeur de l'hôtel (épisode 2, saison 1)
- Paterson Joseph : William (épisode 2, saison 1)
- Michael Maloney : Charles Dean (épisode 3, saison 1)
- Nicholas Farrell : Nicholas Dunham (épisode 3, saison 1)
- Miranda Raison : Megan Talbot (épisode 4, saison 1)
- Stany Coppet : Pierre (épisode 4, saison 1)
- Colin Salmon : Vincent Carter (épisode 5, saison 1)
- Sarah Smart : Suzie Park (épisode 5, saison 1)
- Alistair Petrie : Gordon Foster (épisode 5, saison 1)
- Sophie Winkleman : Ann Hamilton (épisode 5, saison 1)
- Jeany Spark : Emilie Saunders (épisode 5, saison 1)
- Riann Steele : Abigail Lightfoot (épisode 6, saison 1)
- Lisa Faulkner : Alex Owen (épisode 6, saison 1)
- O. T. Fagbenle : Mark Lightfoot (épisode 6, saison 1)
- Shirley Henderson : Angela Young (épisode 6, saison 1)
- Kieran O'Brien : Danny Fernandez (épisode 6, saison 1)
- Ray Fearon : Curtis (épisode 7, saison 1)
- Keith Duffy : Eddie (épisode 7, saison 1)
- Robbie Gee : Renward (épisode 7, saison 1)
- David Sterne : Neville (épisode 7, saison 1)
- Sarita Choudhury : Avita (épisode 7, saison 1)
- Ricky Tribord : Marchand (épisode 7, saison 1)
- Fiona Glascott : Georgie Westcott (épisode 8, saison 1)
- Danny Webb : Jon Taylor (épisode 8, saison 1)

#### Saison 2
- James Cosmo : Roger Seymour (épisode 1, saison 2)
- Stephanie Beacham : Nicole Seymour (épisode 1, saison 2)
- Kenneth Cranham : Père John (épisode 2, saison 2)
- Gemma Jones : Sœur Anne (épisode 2, saison 2)
- Rowena King : Sœur Marguerite (épisode 2, saison 2)
- Georgina Campbell : Thérèse (épisode 2, saison 2)
- Caroline Langrishe : Laura Masters (épisode 2, saison 2)
- Cherie Lunghi : Jayne Smythe (épisode 3, saison 2)
- James Fleet : Jeremy Tipping (épisode 3, saison 2)
- Shaun Parkes : Paul Vincent (épisode 3, saison 2)
- Emma Pierson : Anna Jones (épisode 3, saison 2)
- Pip Torrens : Guide (épisode 4, saison 2)
- Kelly Adams : Liz Curtis (épisode 4, saison 2)
- Jonathan Cake : Daniel Morgan (épisode 4, saison 2)
- Ben Turner : Chris Winchester (épisode 4, saison 2)
- Michael Brandon : Joel Maurice (épisode 4, saison 2)
- Dexter Fletcher : Grant (épisode 5, saison 2)
- Jamelia : Aimée Fredericks (épisode 5, saison 2)
- Hannah Spearritt : Lily Shaw (épisode 6, saison 2)
- James Murray : Ronnie Stuart (épisode 6, saison 2)
- Matilda Ziegler : Janice Palmer (épisode 6, saison 2)
- Gemma Chan : Jennifer Cheung (épisode 7, saison 2)
- Lolita Chakrabarti : Judy Hearst (épisode 7, saison 2)
- Sean Pertwee : Malcolm Powell (épisode 8, saison 2)
- Lucien Laviscount : Duncan Wood (épisode 8, saison 2)
- Lucy Davis : Vicky Woodward (épisode 8, saison 2)
- Julie Graham : Jen Powell (épisode 8, saison 2)

#### Saison 3
- Sophie Thompson : Angela Birkett (épisode 1, saison 3)
- Helen Baxendale : Sasha Moore (épisode 1, saison 3)
- Michelle Ryan : Lexi (épisode 2, saison 3)
- Peter Davison : Arnold Finch (épisode 2, saison 3)
- Adrian Scarborough : Leo Pascal (épisode 3, saison 3)
- Sharon Small : Dorothy Foster (épisode 3, saison 3)
- Vinette Robinson : Lauren Campese (épisode 3, saison 3)
- Daniel Lapaine : Paul Bevans (épisode 4, saison 3)
- Félicité du Jeu : Natasha Thiebert (épisode 4, saison 3)
- Raza Jaffrey : Adam Frost (épisode 4, saison 3)
- Chris Geere : Max Leigh (épisode 4, saison 3)
- Eriq Ebouaney : Theo Frazier (épisode 5, saison 3)
- Simon Shepherd : Jacob Doran (épisode 5, saison 3)
- Haydn Gwynne : Charlotte Doran (épisode 5, saison 3)
- Nina Toussaint-White : Lena Bell (épisode 5, saison 3)
- Clarke Peters : Marlon Croft (épisode 5, saison 3)
- Ciaran McMenamin : Dan Parish (épisode 6, saison 3)
- Mark Heap : Alec Burton (épisode 6, saison 3)
- Hannah John-Kamen : Yasmin Blake (épisode 6, saison 3)
- Samuel Anderson : Mannequin (épisode 6, saison 3)
- Chris Obi : Joseph Jackson (épisode 7, saison 3)
- Joseph Marcell : Alexander Jackson (épisode 7, saison 3)
- Caroline Proust : Emily Benoit (épisode 7, saison 3)
- Nikki Amuka-Bird : Anna Jackson (épisode 7, saison 3)
- Rupert Vansittart : Colin Campbell (épisode 8, saison 3)
- Joanna David : Judith Musgrove (épisode 8, saison 3)
- Phil Davis : Jim Chandler (épisode 8, saison 3)
- Philip Jackson : David Witton (épisode 8, saison 3)

#### Saison 4
- James Wilby : Elias Thomson (épisode 1, saison 4)
- Don Gilet : Andre Morgan (épisode 1, saison 4)
- Sharon D. Clarke : Zeta Akande (épisode 1, saison 4)
- Joel Fry : Steve Taylor (épisode 2, saison 4)
- Georges Corraface : Henri Garon (épisode 3, saison 4)
- Adrian Lukis : Francis Davison (épisode 3, saison 4)
- Tyger Drew-Honey : Ryan Davison (épisode 3, saison 4)
- Amanda Root : Teresa Gower (épisode 3, saison 4)
- David Bamber : Alan Butler (épisode 3, saison 4)
- Susannah Fielding : Elizabeth "Betty" Floss (épisode 4, saison 4)
- Amy Nuttall : Sam Tyler (épisode 4, saison 4)
- Francis Magee : Stevie Smith (épisode 5, saison 4)
- Steve Evets : Jim Smith (épisode 5, saison 4)
- Sally Phillips : Cheryl Moore (épisode 5, saison 4)
- Nick Moran : Pete Thunders (épisode 5, saison 4)
- Dominique Tipper : Maz Shipley (épisode 6, saison 4)
- Lashana Lynch : Jasmine Laymon (épisode 6, saison 4)
- Colin McFarlane : Anton Burrage (épisode 6, saison 4)
- Matthew Lewis : Dominic Clayton (épisode 7, saison 4)
- Gary Lewis : Bill Williams (épisode 7, saison 4)
- Michelle Collins : Annette Burgess (épisode 7, saison 4)
- Sylvestra Le Touzel : Sandra Kendrick (épisode 7, saison 4)
- Charlie Creed-Miles : Jack Harmer (épisode 8, saison 4)
- Brian Bovell : Erol Dumas (épisode 8, saison 4)
- James Fox : Martin Goodman (épisode 8, saison 4)

#### Saison 5
- Julian Ovenden : Dan Hagen (épisode 1, saison 5)
- Emma Rigby : Laura Hagen (épisode 1, saison 5)
- Neve McIntosh : Nicky Hoskins (épisode 1, saison 5)
- Lucy Cohu : Caroline Bamber (épisode 2, saison 5)
- Charlotte Hope : Lucy Preville (épisode 2, saison 5)
- Hannah Britland : Zoe Mackay (épisode 3, saison 5)
- Heida Reed : Eloise Ronson (épisode 3, saison 5)
- Keith Allen : Neil Jenkins (épisode 5, saison 5)
- Susie Amy : Ella Thomas (épisode 5, saison 5)
- Tara Fitzgerald : Anouk Laban (épisode 6, saison 5)
- Martin Compston : Dexter Allen (épisode 6, saison 5)
- Alexander Arnold : Matt Holt (épisode 6, saison 5)
- Jack Donnelly : Sam Walker (épisode 7, saison 5)
- Tom York : Leo Richards (épisode 8, saison 5)
- Ariyon Bakare : Astor Henri (épisode 8, saison 5)
- Aimee-Ffion Edwards : Sian Allen (épisode 8, saison 5)
- Maggie O'Neill : Perrie Campbell (épisode 8, saison 5)

#### Saison 6
- Adrian Rawlins : Stephen Langham (épisode 1, saison 6)
- Natasha Little : Victoria Baker (épisode 1, saison 6)
- Douglas Hodge : Daniel Langham (épisode 1, saison 6)
- Monica Dolan : Patricia Lawrence (épisode 2, saison 6)
- Kerry Fox : Linda Taylor (épisode 3, saison 6)
- Jason Hughes : Elliot Taylor (épisode 3, saison 6)
- Kingsley Ben-Adir : Irie Johnson (épisode 3, saison 6)
- Kedar Williams-Stirling : Torey Martin (épisode 4, saison 6)
- Treva Etienne : Jerome Martin (épisode 4, saison 6)
- Michael Wildman : Archer Browne (épisode 4, saison 6)
- Claire Rushbrook : Rachel Baldwin (épisode 5, saison 6)
- Amy Beth Hayes : Sophie Boyd (épisode 5, saison 6)
- Julian Wadham : Frank Henderson (épisode 5, saison 6)
- John Ross Bowie : Tyler McCarthy (épisode 7, saison 6)
- Chloe Pirrie : Grace Matlock (épisode 7, saison 6)
- T'Nia Miller : Judith Dawson (épisode 8, saison 6)

#### Saison 7
- Denis Lawson : Phil Marston (épisode 1, saison 7)
- Rob Heaps : Stephen Marston (épisode 1, saison 7)
- Jemima Rooper : Karen Marston (épisode 1, saison 7)
- Tanya Reynolds : Pearl Marston (épisode 1, saison 7)
- Stefano Braschi : Oliver Fitzwarren (épisode 1, saison 7)
- Charlotte Beaumont : Adelaide Scott (épisode 2, saison 7)
- Zoe Telford : Melanie Devaux (épisode 2, saison 7)
- Simon Callow : Larry South (épisode 3, saison 7)
- James Faulkner : Frank O'Toole (épisode 3, saison 7)
- Imogen Stubbs : Valerie O'Toole (épisode 3, saison 7)
- John Sessions : Hugh Davenport (épisode 5, saison 7)
- Pippa Haywood : Charlotte Hamilton (épisode 5, saison 7)
- Zoe Boyle : Cressida Friend (épisode 6, saison 7)
- Harry Richardson : Gabe Lee (épisode 6, saison 7)
- Richard Harrington : Bryn Williams (épisode 6, saison 7)
- Ralph Brown : Charlie Blake (épisode 7, saison 7)
- Adjoa Andoh : Celeste Jones (épisode 7, saison 7)
- Clint Dyer : Leo Laroche (épisode 8, saison 7)

#### Saison 8
- Rob James-Collier : Oliver Carr (épisode 1, saison 8)
- Andrew Tiernan : Paul Raynor (épisode 1, saison 8)
- Rebecca Front : Fiona Tait (épisode 1, saison 8)
- Shelley Conn : Marina Shepherd (épisode 2, saison 8)
- Jonathan Kerrigan : Xander Shepherd (épisode 2, saison 8)
- Jonas Armstrong : Dylan Shepherd (épisode 2, saison 8)
- Kimberley Nixon : Catrina McVey (épisode 3, saison 8)
- Ron Cook : Bill Calder (épisode 3, saison 8)
- Kevin Doyle : Terry Brownlow (épisode 3, saison 8)
- Anna Chancellor : Ciss Dacre (épisode 4, saison 8)
- Indra Ové : Louise Palmer (épisode 5, saison 8)
- Alastair Mackenzie : Ewan Boyd (épisode 6, saison 8)
- Saskia Reeves : Frances Compton (épisode 6, saison 8)
- Angus Deayton : Martin Stow (épisode 6, saison 8)
- Karl Theobald : David Molyneux (épisode 8, saison 8)

#### Saison 9
- Elliot Cowan : Aaron McCormack (épisode 1, saison 9)
- Nell Hudson : Tabitha Brown (épisode 1, saison 9)
- Samuel West : Donald McCormack (épisode 1, saison 9)
- Adrian Edmondson : Charles Crabtree (épisode 1, saison 9)
- Alexander Vlahos : Max Newman (épisode 2, saison 9)
- Louise Brealey : Donna Harman (épisode 2, saison 9)
- Matt King : Terry Minto (épisode 2, saison 9)
- Lorraine Burroughs : Shonelle Delport (épisode 4, saison 9)
- Clare-Hope Ashitey : Alesha Williams (épisode 4, saison 9)
- Steve Pemberton : Neil Henderson (épisode 5, saison 9)
- Samantha Bond : Joanne Henderson (épisode 5, saison 9)
- Daniel Caltagirone : Will "Wolfie" Arnot (épisode 6, saison 9)
- Alexandra Roach : Bethan Miller (épisode 6, saison 9)
- Sam Troughton : Malcolm Simmons (épisode 6, saison 9)
- Dona Croll : Eleanor Beaumont (épisode 7, saison 9)
- Andi Osho : Precious Abellard (épisode 8, saison 9)

#### Saison 10
- Serge Hazanavicius : Henri Pigal (épisode 1, saison 10)
- Luke Pasqualino : Ed Lancer (épisode 2, saison 10)
- Richard McCabe : Roger Harkness (épisode 2, saison 10)
- Golda Rosheuvel : Alice Joyce (épisode 2, saison 10)
- Adrian Schiller : Pasha Verdinikov (épisode 5, saison 10)
- Lia Williams : Grace Verdinikov (épisode 5, saison 10)
- Sean Gilder : Skip Marsden (épisode 7, saison 10)

#### Saison 11
- Tamzin Outhwaite : Holly Faircroft (épisode 2, saison 11)
- Akshay Kumar : Zach Ogilvy (épisode 3, saison 11)
- Lucy Griffiths : Katie Kellar (épisode 3, saison 11)
- Jessica Clark : Alessa Park (épisode 3, saison 11)
- William Gaminara : Chris Darlow (épisode 3, saison 11)
- Camille Coduri : Sandra White (épisode 5, saison 11)
- Eileen Walsh : Orla Mills (épisode 6, saison 11)
- Orla Brady : Maggie Harper (épisode 8, saison 11)
- Kate O'Flynn (en) : Izzy Parker (episodes 5-7, saison 11) (VF: Edwige Lemoine)

## Production

### Développement
L'idée de la série vient à Robert Thorogood (en) à la suite d'un fait réel survenu lors de la coupe du monde de cricket de 2007 aux Caraïbes. Bob Woolmer, l'entraîneur de l'équipe du Pakistan de cricket, est retrouvé mort dans sa chambre d'hôtel dans des circonstances mystérieuses, ce qui mène la police jamaïcaine à penser à un meurtre. La victime étant anglaise, la police britannique envoya un inspecteur aux Caraïbes pour mener l'enquête.
Le style de la série s'inspire des intrigues d'Agatha Christie, mais aussi des séries telles que Inspecteur Barnaby, Arabesque, Jonathan Creek ou Diagnostic : Meurtre.
Comme dans la plupart des séries policières, un assassinat a lieu au début de chaque épisode, et la scène de crime ne fournit aucun indice permettant de confondre le coupable. C'est le thème du "crime presque parfait" qui est abordé, car l'opiniâtreté et la perspicacité de l'inspecteur principal finiront par lui permettre de découvrir, en définitive, la façon dont l'assassinat a eu lieu et par qui il a été commis.
Le générique de la série utilise le morceau intitulé Sunday Shining de Finley Quaye, tiré de l'album Maverick A Strike (1997).
En février 2013, la série est renouvelée par la BBC pour une troisième saison au vu des bonnes audiences.
Fin février 2014, la série est renouvelée pour une quatrième saison.
Fin février 2015, la chaîne annonce la mise en production d'une cinquième saison pour une diffusion en 2016.
Le 24 février 2016, la BBC annonce le renouvellement de la série pour une sixième saison, la diffusion s'est faite en 2017.
En février 2017, la BBC renouvelle la série pour une septième saison dont la diffusion est prévue pour 2018.
En février 2018, la BBC annonce le renouvellement de la série pour une huitième saison, l'inspecteur Jack Mooney interprété par Ardal O'Hanlon reste de la partie.
En février 2019, la série est de nouveau renouvelée pour une saison 9 tandis qu'en 2020, une saison 10 est annoncée, marquant le retour de Joséphine Jobert en sergent Florence Cassell.
En janvier 2021, il est annoncé qu'une saison 11 et une saison 12 auront lieu.
Le 3 juin 2021, Ralf Little (en) annonce que le tournage de la saison 11 commencera le lundi 7 juin 2021, avec une date de fin inconnue (probablement vers septembre ou octobre 2021. Un épisode festif spécial de 90 minutes est prévu pour Noël, avec le retour de l'Agent Dwayne Myers (Danny John-Jules) et de nombreux acteurs invités.
À la suite du succès rencontré par l'épisode spécial Noël, un deuxième épisode spécial Noël sera diffusé pendant les vacances de Noël en décembre 2022. Le tournage a commencé le 6 juin 2022, il sera immédiatement suivi par le tournage de la douzième saison,, prévu pour s'achever en novembre 2022.
Le 24 février 2023, la production annonce que la série est renouvelée pour 2 nouvelles saisons et les épisodes spéciaux Noël.
Le tournage de la treizième saison débute le 2 mai 2023,.
Le tournage de la saison 14 est prévu de fin avril à fin octobre 2024.
La série est renouvelée pour une nouvelle saison 15 et un épisode spécial Noël annoncé par la production BBC.

### Distribution artistique
L'acteur anglais Ben Miller (inspecteur-chef Richard Poole) quitte la série après la deuxième saison, afin de pouvoir passer plus de temps avec son fils nouveau-né. Il apparaît une dernière fois dans le premier épisode de la troisième saison. Il est remplacé par Kris Marshall dans le rôle de l'inspecteur-chef Humphrey Goodman.
Après la troisième saison, l'acteur britannique Gary Carr, qui incarne l'agent puis le sergent Fidel Best, quitte la série. Il est remplacé dans la quatrième saison par l'actrice française Joséphine Jobert dans le rôle de l'agent Florence Cassell.
L'actrice française Sara Martins quitte la série dans l'épisode 4 de la quatrième saison, voulant se consacrer à d'autres projets. Dans l'épisode suivant, l'acteur britannique Tobi Bakare (de) intègre le casting dans le rôle de l'agent J.P. Hooper.
Kris Marshall (inspecteur-chef Humphrey Goodman) décide de quitter la série à la fin de la saison 6 pour se consacrer pleinement à sa famille. Il est remplacé par Ardal O'Hanlon dans le rôle de l'inspecteur-chef Jack Mooney.
En février 2019, Joséphine Jobert annonce qu'elle la quitte la série pour des raisons professionnelles et personnelles.
En été 2019, Ardal O'Hanlon annonce qu'il quitte la série au cours de la saison 9. Il est présent lors des 4 premiers épisodes. C'est Ralf Little (en), dans le rôle de l'inspecteur-chef Neville Parker, qui le remplace. Cet acteur anglais a interprété un rôle secondaire dans l'épisode 6 de la saison 2 intitulé Coup de soleil. C'est l'un des deux cas dans cette série où un même acteur a joué deux rôles différents, avec Joseph Mydell, incarnant le directeur d'un hôtel dans le deuxième épisode de la première saison (La mariée était en blanc), puis Rodell Weekes dans l'épisode Spécial Noël 2022. Ralf Little (en) explique que la production est très stricte à ce sujet, et qu'il a bénéficié d'une exception (il n'avait pas joué le rôle d'un meurtrier ou d'une victime),.
Joséphine Jobert reprend son rôle dans la dixième saison et les quatre premiers épisodes de la onzième saison. Elle dit que son départ a été conçu pour lui permettre de revenir éventuellement dans un épisode spécial.
Sara Martins et Ben Miller effectuent respectivement un retour exceptionnel et un caméo lors de la dixième saison (épisodes 5 et 6 pour la première, uniquement l'épisode 6 pour le second). Martins fait une nouvelle brève apparition dans le premier épisode de la treizième saison.
Ralf Little quitte la série à la fin de la treizième saison.  Il est remplacé dès l'épisode de Noël suivant par Don Gilet dans le rôle de l'inspecteur Mervin Wilson.

### Tournage

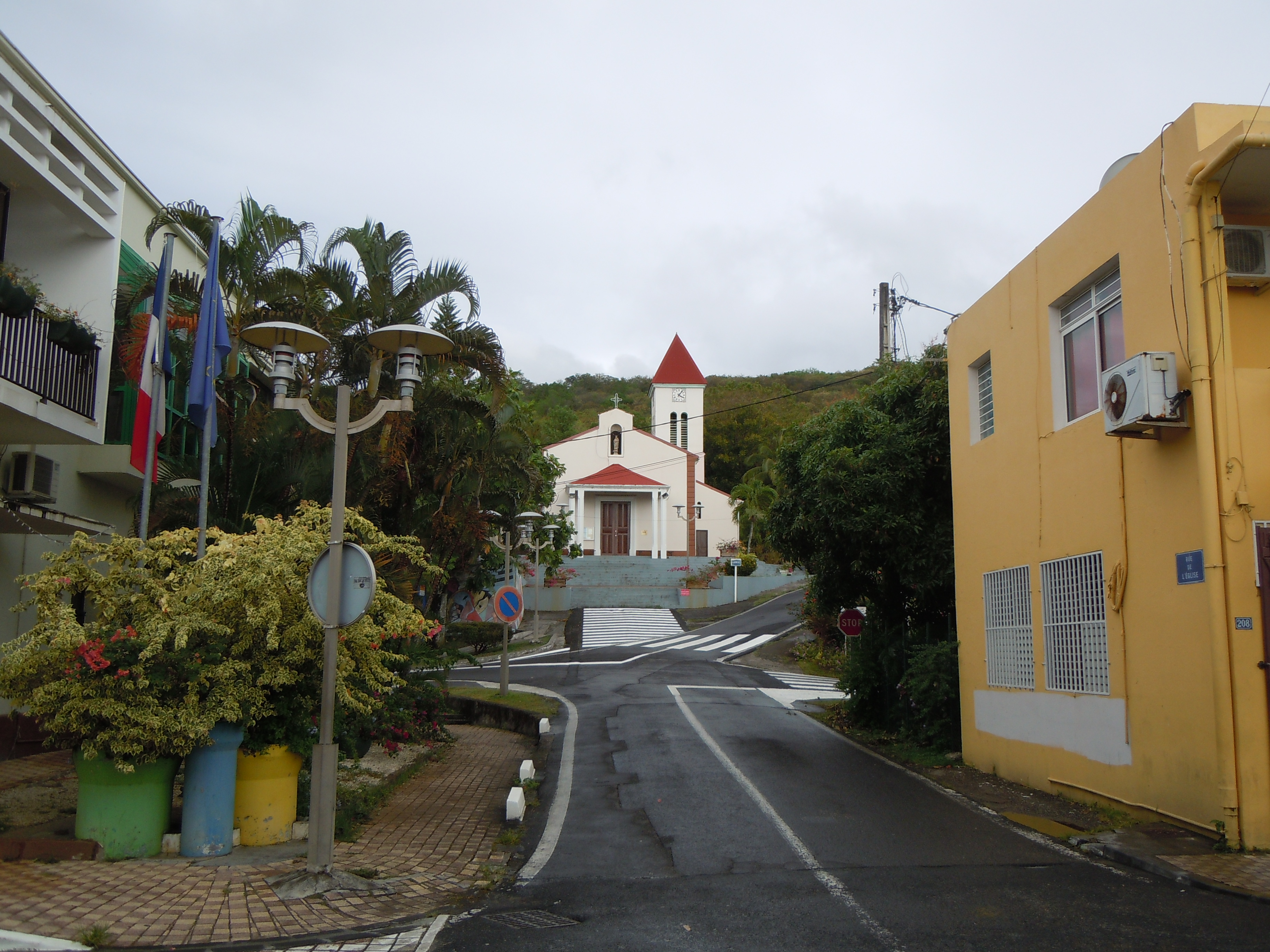
Le poste de police d'Honoré se trouve à côté de l'église de Deshaies.

La série est principalement tournée en Guadeloupe, notamment dans la commune de Deshaies, entre autres, aux plages de Grande-Anse et de Tillet,. Le bungalow des inspecteurs-chefs est situé sur la plage de la Perle et le commissariat d'Honoré (ville principale de l'île fictive de Saint-Marie) dans l'ancien presbytère proche de l'église de Deshaie.
Chaque saison représente un budget de 12 millions d’euros, la région Guadeloupe finançant à hauteur de 500 000 € chaque année.
Lors du tournage de la première saison entre le 18 avril et le 31 août 2011, 66 techniciens et 367 figurants ont été embauchés, générant 4,5 millions d’euros de retombées économiques pour la Guadeloupe, via les nuitées d’hôtel, les repas, les achats de matériel, etc. La série est co-produite par la BBC et France Télévisions.
Les tournages annuels se déroulent en Guadeloupe pendant la période d'avril à août.

### Fiche technique
- Titre original : Death in Paradise
- Titre français : Meurtres au paradis
- Création : Robert Thorogood (en)
- Réalisation : Richard Signy, David O'Neill, Alrick Riley…
- Scénario : Robert Thorogood, Jack Lothian
- Décors : Michael Ralph (saisons 1-2), Chris Richmond (saison 3), Eryl Ellis (saison 4)
- Costumes : Yves Barre (saison 1), Jacky Levy (saison 2), Iain Macaulay (saisons 3-4)
- Photographie : Peter Greenhalgh (saison 1), Toby Moore (saisons 2-3), Sean Van Hales (saison 3), Simon Archer (saison 4)…
- Montage : Philip Hookway (saisons 1-3), Nick Ames (saisons 1-2), Liana Del Giudice (saisons 1-2)…
- Musique : Magnus Fiennes
- Casting : Suzanne Crowley (saisons 1-3), Gilly Poole (saisons 1-3), Julia Duff (saison 4)
- Production : Matthew Bird (saison 1), Tim Key (saisons 2-4), Tim Bradley (saison 3) et Louise Sutton (saison 4)
- Sociétés de production : Red Planet Pictures, Skyprod, Kudos Film and Television, avec la participation de la BBC, de France Télévisions et de la région Guadeloupe
- Sociétés de distribution (télévision) : BBC One (Royaume-Uni), France 2 (France)
- Budget :
- Pays d'origine :  Royaume-Uni,  France
- Langue originale : anglais
- Format : couleur
- Genre : série policière ; série dramatique
- Durée : 52 minutes
- Classification : Tout Public / Déconseillé aux moins de 10 ans

## Épisodes
| Saison            | Nombre d'épisodes | Diffusion au Royaume-Uni | Diffusion au Royaume-Uni | Diffusion au Royaume-Uni | Diffusion en France | Diffusion en France | Diffusion en France |
| Saison            | Nombre d'épisodes | Horaire                  | Début de saison          | Fin de saison            | Horaire             | Début de saison     | Fin de saison       |
| ----------------- | ----------------- | ------------------------ | ------------------------ | ------------------------ | ------------------- | ------------------- | ------------------- |
| 1                 | 8                 | mardi 21 h               | 25 octobre 2011          | 13 décembre 2011         | lundi 20 h 45       | 22 juillet 2013     | 5 août 2013         |
| 2                 | 8                 | mardi 21 h               | 8 janvier 2013           | 26 février 2013          | lundi 20 h 45       | 5 août 2013         | 19 août 2013        |
| 3                 | 8                 | mardi 21 h               | 14 janvier 2014          | 4 mars 2014              | lundi 20 h 45       | 23 juin 2014        | 28 juillet 2014     |
| 4                 | 8                 | jeudi 21 h               | 8 janvier 2015           | 12 février 2015          | lundi 20 h 55       | 27 juillet 2015     | 17 août 2015        |
| 5                 | 8                 | mardi 21 h               | 14 janvier 2016          | 25 février 2016          | lundi 20 h 55       | 1er août 2016       | 22 août 2016        |
| 6                 | 8                 | jeudi 21 h               | 5 janvier 2017           | 23 février 2017          | lundi 20 h 55       | 5 juin 2017         | 27 juin 2017        |
| 7                 | 8                 | jeudi 21 h               | 4 janvier 2018           | 22 février 2018          | lundi 20 h 55       | 27 août 2018        | 17 septembre 2018   |
| 8                 | 8                 | jeudi 21 h               | 10 janvier 2019          | 28 février 2019          | lundi 21 h 5        | 20 mai 2019         | 24 juin 2019        |
| 9                 | 8                 | jeudi 21 h               | 9 janvier 2020           | 27 février 2020          | lundi 21 h 5        | 23 mars 2020        | 4 mai 2020          |
| 10                | 8                 | jeudi 21 h               | 7 janvier 2021           | 18 février 2021          | lundi 21 h 5        | 5 avril 2021        | 17 mai 2021         |
| Spécial Noël 2021 | Spécial Noël 2021 | dimanche 21 h 5          | 26 décembre 2021         | 26 décembre 2021         | mercredi 21 h 10    | 29 décembre 2021    | 29 décembre 2021    |
| 11                | 8                 | vendredi 21 h 5          | 7 janvier 2022           | 25 février 2022          | lundi 21 h 10       | 11 avril 2022       | 23 mai 2022         |
| Spécial Noël 2022 | Spécial Noël 2022 | lundi 21 h 5             | 26 décembre 2022         | 26 décembre 2022         | mercredi 21 h 10    | 28 décembre 2022    | 28 décembre 2022    |
| 12                | 8                 |                          | 6 janvier 2023           | 24 février 2023          | lundi 21 h 10       | 13 mars 2023        | 1er mai 2023        |
| Spécial Noël 2023 | Spécial Noël 2023 | mardi 21 h 5             | 26 décembre 2023         | 26 décembre 2023         | mercredi 21 h 10    | 27 décembre 2023    | 27 décembre 2023    |
| 13                | 8                 | dimanche 21 h 5          | 4 février 2024           | 24 mars 2024             | lundi 21 h 10       | 25 mars 2024        | 20 mai 2024         |
| Spécial Noël 2024 | Spécial Noël 2024 | dimanche 21 h 5          | 22 décembre 2024         | 22 décembre 2024         | vendredi 21 h 10    | 27 décembre 2024    | 27 décembre 2024    |
| 14                | 8                 |                          |                          |                          | lundi 21 h 10       | 5 mai 2025          | 16 juin 2025        |

### Tableau des épisodes
| Saison         | Épisode        | Titre de l'épisode               | Réalisateur               | Première diffusion (France) | Audience TV (France, en millions) | Part de marché (France) |
| -------------- | -------------- | -------------------------------- | ------------------------- | --------------------------- | --------------------------------- | ----------------------- |
| 1              | 1              | Le shérif est mort               | Charles Palmer            | 22 juillet 2013             | 2,56                              | 11,8 %                  |
| 1              | 2              | La mariée était en blanc         | Roger Golby               | 22 juillet 2013             | 1,60                              | 11,0 %                  |
| 1              | 3              | Sortilège vaudou                 | Charles Palmer            | 29 juillet 2013             | 2,60                              | 11,4 %                  |
| 1              | 4              | Noces de sang                    | Roger Golby               | 22 juillet 2013             | 2,20                              | 10,2 %                  |
| 1              | 5              | L'Ange gardien                   | Alfred Lot                | 29 juillet 2013             | 2,30                              | 10,6 %                  |
| 1              | 6              | Dernière Plongée                 | Alfred Lot                | 29 juillet 2013             | 1,50                              | 10,6 %                  |
| 1              | 7              | Carnaval de sang                 | Paul Harrison             | 5 août 2013                 | 2,30                              | 11,2 %                  |
| 1              | 8              | Le Baiser de Judas               | Paul Harrison             | 5 août 2013                 | 2,10                              | 10,3 %                  |
| 2              | 1              | Meurtre à la plantation          | Delinda Jacobs            | 5 août 2013                 | 1,70                              | 13,1 %                  |
| 2              | 2              | Faux-semblants                   | Colin Bytheway            | 12 août 2013                | 1,30                              | 10,6 %                  |
| 2              | 3              | Relooking extrême                | David O’Neill             | 12 août 2013                | 2,42                              | 11,6 %                  |
| 2              | 4              | Le Secret du pirate              | Alrick Riley              | 12 août 2013                | 1,95                              | 10,1 %                  |
| 2              | 5              | Escale fatale                    | Keith Boak                | 19 août 2013                | 1,70                              | 12,7 %                  |
| 2              | 6              | Coup de soleil                   | Alrick Riley              | 19 août 2013                | 2,62                              | 11,6 %                  |
| 2              | 7              | Ouragan meurtrier                | David O’Neill             | 19 août 2013                | 2,40                              | 11,2 %                  |
| 2              | 8              | Charité bien ordonnée            | Alrick Riley              | 19 août 2013                | 1,00                              | 15,2 %                  |
| 3              | 1              | Le Trouble-fête                  | Cilla Ware                | 23 juin 2014                | 3,57                              | 14,3 %                  |
| 3              | 2              | Silence, on tue                  | Cilla Ware                | 23 juin 2014                | 3,20                              | 13,1 %                  |
| 3              | 3              | L'art ou la mort                 | Dušan Lazarević           | 30 juin 2014                | 3,44                              | 13,5 %                  |
| 3              | 4              | Vu du ciel                       | Dušan Lazarević           | 30 juin 2014                | 2,95                              | 11,8 %                  |
| 3              | 5              | La Lettre d'adieu                | Robert Quinn              | 7 juillet 2014              | 3,69                              | 14,2 %                  |
| 3              | 6              | Un oiseau rare                   | Robert Quinn              | 7 juillet 2014              | 3,20                              | 13,6 %                  |
| 3              | 7              | Île privée                       | Richard Signy             | 21 juillet 2014             | 3,31                              | 13,9 %                  |
| 3              | 8              | Retraite au soleil               | Richard Signy             | 28 juillet 2014             | 3,30                              | 14,1 %                  |
| 4              | 1              | L'Entrepôt aux esprits           | Richard Signy             | 27 juillet 2015             | 3,41                              | 14,8 %                  |
| 4              | 2              | Un bon jour pour mourir          | Richard Signy             | 27 juillet 2015             | 3,08                              | 14,7 %                  |
| 4              | 3              | Recette mortelle                 | David O’Neill             | 3 août 2015                 | 3,48                              | 16,4 %                  |
| 4              | 4              | Un mot de trop                   | David O’Neill             | 3 août 2015                 | 3,21                              | 16,6 %                  |
| 4              | 5              | Une mort rock'n roll             | Paul Murphy               | 10 août 2015                | 3,42                              | 16,3 %                  |
| 4              | 6              | Joueuse Vedette                  | Paul Murphy               | 10 août 2015                | -                                 | -                       |
| 4              | 7              | Travail d'équipe                 | Richard Signy             | 17 août 2015                | -                                 | -                       |
| 4              | 8              | Condamnation sans appel          | Richard Signy             | 17 août 2015                | -                                 | -                       |
| 5              | 1              | Le Petit soldat de plomb         | Edward Bennett            | 1er août 2016               | 3,99                              | 17,9 %                  |
| 5              | 2              | Le Rocher de la discorde         | Edward Bennett            | 1er août 2016               | 3,99                              | -                       |
| 5              | 3              | Un monde d'apparences            | Audrey Cooke              | 8 août 2016                 | 3,35                              | 16 %                    |
| 5              | 4              | Message d'outre-tombe            | Audrey Cooke              | 8 août 2016                 | 3,08                              | 16,3 %                  |
| 5              | 5              | Jeux d'énigmes                   | Roger Simonsz             | 15 août 2016                | 3,42                              | 17,1 %                  |
| 5              | 6              | Un meurtre au menu               | Roger Simonsz             | 15 août 2016                | 3,02                              | -                       |
| 5              | 7              | Chasseurs de trésors             | Richard Signy             | 22 août 2016                | 3,55                              | 16,2 %                  |
| 5              | 8              | L'Amour et ses conséquences      | Richard Signy             | 22 août 2016                | 3,21                              | 16 %                    |
| 6              | 1              | Sur la pente du volcan           | Claire Winyard            | 5 juin 2017                 | 3,95                              | 15,6 %                  |
| 6              | 2              | Le Flamboyant                    | Jermain Julien            | 5 juin 2017                 | 3,35                              | 15,5 %                  |
| 6              | 3              | La Maison Cécile                 | Claire Winyard            | 12 juin 2017                | 3,74                              | 15,5 %                  |
| 6              | 4              | Une victoire de courte durée     | Jermain Julien            | 12 juin 2017                | -                                 | -                       |
| 6              | 5              | Un homme à la mer (2 parties)    | Richard Signy             | 19 juin 2017                | 3,66                              | 15,3 %                  |
| 6              | 6              | Un homme à la mer (2 parties)    | Richard Signy             | 19 juin 2017                | 3,60                              | 16,5 %                  |
| 6              | 7              | Erreur sur la personne           | Richard Signy             | 26 juin 2017                | 3,67                              | 15,9 %                  |
| 6              | 8              | Jour de vote                     | Simon Delaney             | 26 juin 2017                | 3,49                              | 16,2 %                  |
| 7              | 1              | Le Vernis de la mariée           | Jonathan Gershfield       | 27 août 2018                | 3,08                              | 13,7 %                  |
| 7              | 2              | L'As de pique                    | Stewart Svaasand          | 27 août 2018                | 2,56                              | 13,1 %                  |
| 7              | 3              | La mort est un best-seller       | Jonathan Gershfield       | 3 septembre 2018            | 3,03                              | 13,7 %                  |
| 7              | 4              | Le Guérisseur                    | Stewart Svaasand          | 3 septembre 2018            | 2,27                              | 12,3 %                  |
| 7              | 5              | On ne meurt que deux fois        | Ian Barnes                | 10 septembre 2018           | 3,05                              | 13,3 %                  |
| 7              | 6              | La Paix intérieure               | Ian Barnes                | 10 septembre 2018           | 2,24                              | 12,2 %                  |
| 7              | 7              | Des aveux suspects               | Sarah Walker              | 17 septembre 2018           | 3,35                              | 14,7 %                  |
| 7              | 8              | Un dernier reggae                | Sarah Walker              | 17 septembre 2018           | 2,46                              | 12,9 %                  |
| 8              | 1              | L'Honoré Express                 | Stewart Svaasand          | 20 mai 2019                 | 3,86                              | 16,9 %                  |
| 8              | 2              | Meurtre au zoo                   | Stewart Svaasand          | 20 mai 2019                 | 3,41                              | 17,0 %                  |
| 8              | 3              | Destination de rêve              | Sarah O'Gorman            | 27 mai 2019                 | 3,86                              | 16,6 %                  |
| 8              | 4              | Du grain à moudre                | Sarah O'Gorman            | 27 mai 2019                 | 3,21                              | 16,0 %                  |
| 8              | 5              | Le Rouge de l’océan (2 parties)  | Jermain Julien            | 3 juin 2019                 | 3,33                              | 15,0 %                  |
| 8              | 6              | Le Rouge de l’océan (2 parties)  | Jermain Julien            | 10 juin 2019                | 3,52                              | 14,9 %                  |
| 8              | 7              | Mort à l'antenne                 | Richard Signy             | 17 juin 2019                | 2,86                              | 12,1 %                  |
| 8              | 8              | Au poste !                       | Richard Signy             | 24 juin 2019                | 3,14                              | 14,4 %                  |
| 9              | 1              | Meurtre en deux parties          | Ian Barber                | 23 mars 2020                | 4,07                              | 14,5 %                  |
| 9              | 2              | L'Enfant terrible                | Ian Barber                | 23 mars 2020                | 3,72                              | 16,5 %                  |
| 9              | 3              | Sortie de route                  | Paulette Randall          | 30 mars 2020                | 4,30                              | 13,9 %                  |
| 9              | 4              | La Lettre à Élise                | Paulette Randall          | 6 avril 2020                | 4,75                              | 16,8 %                  |
| 9              | 5              | De Manchester à Saint-Marie      | Richard Signy             | 13 avril 2020               | 4,82                              | 16,1 %                  |
| 9              | 6              | Opération Survie                 | Richard Signy             | 20 avril 2020               | 4,69                              | 16,6 %                  |
| 9              | 7              | Le Salon de coiffure             | Jennie Darnell            | 27 avril 2020               | 4,87                              | 17,6 %                  |
| 9              | 8              | Témoin aveugle                   | Jennie Darnell            | 4 mai 2020                  | 5,09                              | 19,2 %                  |
| 10             | 1              | Meurtre dans la matinale         | Richard Signy             | 5 avril 2021                | 4,33                              | 16,7 %                  |
| 10             | 2              | Trésors enfouis                  | Richard Signy             | 5 avril 2021                | 3,68                              | 16,9 %                  |
| 10             | 3              | Jackpot                          | Chris Foggin              | 12 avril 2021               | 3,71                              | 14,3 %                  |
| 10             | 4              | Enquête sous perfusion           | Chris Foggin              | 19 avril 2021               | 4,19                              | 16,7 %                  |
| 10             | 5              | Pacte avec le diable (2 parties) | Jordan Hogg               | 26 avril 2021               | 4,19                              | 16,5 %                  |
| 10             | 6              | Pacte avec le diable (2 parties) | Jordan Hogg               | 3 mai 2021                  | 4,87                              | 19,8 %                  |
| 10             | 7              | Partie de pêche                  | Toby Frawl                | 10 mai 2021                 | 4,28                              | 17,8 %                  |
| 10             | 8              | Amnésie                          | Toby Frawl                | 17 mai 2021                 | 4,66                              | 19,2 %                  |
| Spécial Noël 1 | Spécial Noël 1 | Noël aux Caraïbes                | Ben Kellett               | 29 décembre 2021            | 4,61                              | 21,8 %                  |
| 11             | 1              | Enlèvement                       | Jennie Paddon             | 11 avril 2022               | 4,32                              | 19,8 %                  |
| 11             | 2              | Frères ennemis                   | Jennie Paddon             | 11 avril 2022               | 3,47                              | 19,3 %                  |
| 11             | 3              | Toujours plus haut               | Leon Lopez                | 18 avril 2022               | 3,91                              | 18,1 %                  |
| 11             | 4              | Un vent de Jamaïque              | Leon Lopez                | 25 avril 2022               | 4,07                              | 18,4 %                  |
| 11             | 5              | Addiction                        | Toby Frow                 | 2 mai 2022                  | 4,02                              | 18,2 %                  |
| 11             | 6              | Un meurtre sans cadavre          | Toby Frow                 | 9 mai 2022                  | 3,99                              | 18,0 %                  |
| 11             | 7              | Dans le noir                     | Ruth Carney               | 16 mai 2022                 | 3,70                              | 17,1 %                  |
| 11             | 8              | Echec à la dame                  | Ruth Carney               | 23 mai 2022                 | 4,05                              | 18,6 %                  |
| Spécial Noël 2 | Spécial Noël 2 | Le fantôme de Noël               | Ruth Carney               | 28 décembre 2022            | 4,41                              | 21,7 %                  |
| 12             | 1              | L'éclipse                        | Declan Recks              | 13 mars 2023                | 4,39                              | 21,0 %                  |
| 12             | 2              | Les survivalistes                | Declan Recks              | 20 mars 2023                | 3,34                              | 16,0 %                  |
| 12             | 3              | Plage à vendre                   | Steve Brett               | 27 mars 2023                | 3,47                              | 14,7 %                  |
| 12             | 4              | Désignée coupable                | Steve Brett               | 3 avril 2023                | 4,09                              | 19,2 %                  |
| 12             | 5              | Un foyer aimant                  | Leon Lopez                | 10 avril 2023               | 4,07                              | 19,2 %                  |
| 12             | 6              | La lettre anonyme (2 parties)    | Angela de Chastelai Smith | 17 avril 2023               | 3,95                              | 18,4 %                  |
| 12             | 7              | La lettre anonyme (2 parties)    | Angela de Chastelai Smith | 24 avril 2023               | 3,93                              | 18,4 %                  |
| 12             | 8              | Sur un air de Calypso            | Leon Lopez                | 1er mai 2023                | 4,10                              | 19,8 %                  |
| Spécial Noël 3 | Spécial Noël 3 | L'étrange Noël de Debbie         | Steve Brett               | 27 décembre 2023            | 3,91                              | 20,9 %                  |
| 13             | 1              | Une vie gâchée                   | Steve Hughes              | 25 mars 2024                | 3,40                              | 16,8 %                  |
| 13             | 2              | Carton plein                     | Steve Hughes              | 1er avril 2024              | 3,36                              | 16,5 %                  |
| 13             | 3              | Un plat qui se mange froid       | Angela de Chastelai Smith | 8 avril 2024                | 3,10                              | 15,2 %                  |
| 13             | 4              | Court-circuit                    | Angela de Chastelai Smith | 15 avril 2024               | 3,59                              | 17,6 %                  |
| 13             | 5              | Question d'avenir                | Tracey Larcombe           | 22 avril 2024               | 3,89                              | 19,2 %                  |
| 13             | 6              | La liste de souhaits             | Tracey Larcombe           | 29 avril 2024               | 3,48                              | 18,5 %                  |
| 13             | 7              | Face-à-face                      | Leon Lopez                | 13 mai 2024                 | 3,53                              | 17,7 %                  |
| 13             | 8              | Le troisième passager            | Leon Lopez                | 20 mai 2024                 | 3,73                              | 18,4 %                  |
| Spécial Noël 4 | Spécial Noël 4 | Qui veut tuer le père Noël ?     | Leon Lopez                | 27 décembre 2024            | 4,25                              | 24,7 %                  |
| 14             | 1              | L’armoire des scellés            | Jennie Paddon             | 5 mai 2025                  | 4,07                              | 21 %                    |
| 14             | 2              | Fin de course                    | Ian Aryeh                 | 5 mai 2025                  | 3,18                              | 20,6 %                  |
| 14             | 3              | Pour qui sont ces serpents       | Ian Aryeh                 | 12 mai 2025                 | 3,90                              | 20,4 %                  |
| 14             | 4              | Un rhum frelaté                  | Ian Aryeh                 | 19 mai 2025                 | 3,19                              | 17,1 %                  |
| 14             | 5              | Carton rouge                     | Carys Lewis               | 26 mai 2025                 | 3,09                              | 15,7 %                  |
| 14             | 6              | Arnaque amoureuse                | Carys Lewis               | 2 juin 2025                 | 3,03                              | 15,9 %                  |
| 14             | 7              | L'affaire Dorna Bray             | John Maidens              | 9 juin 2025                 | 3,13                              | 17,4 %                  |
| 14             | 8              | Sous la carapace                 | John Maidens              | 16 juin 2025                | 2,99                              | 14,4 %                  |

- Le plus haut chiffre d'audience
- Le plus bas chiffre d'audience

## Univers

### Géographie
L’île fictive de Saint-Marie est située entre la Guadeloupe et la Dominique. La plus grande ville de Saint-Marie est Honoré, où se déroule la majorité des épisodes.

### Personnages

#### Commandant
- Commandant (Commissioner) Selwyn Patterson : chef de la police de Saint-Marie. Sous ses abords austères, c'est en réalité un personnage débonnaire qui veille sur l'équipe d'enquêteurs avec bonhomie. Lors du dernier épisode de la saison 11, son ex-épouse Maggie Harper, avec qui il a divorcé depuis longtemps, refait surface et se retrouve impliquée dans une affaire de meurtre. Celle-ci lui avoue en même temps qu'il a une fille, leur fille. Lors de l'épisode Spécial Noël 2022 (Le Fantôme de Noël), une autre partie de son passé ressurgit alors qu'il n'était qu'un simple agent de police. Lors de la saison 12, sa fille débarque à Saint-Marie et tous deux essaient de faire connaissance. Dans le premier épisode de la saison 13, il est victime d'une tentative d'assassinat, orchestrée par Marlon Collins, ancien truand, et déjà apparu dans le premier épisode de la saison 1, à l'époque où le poste de police d'Honoré était dirigé par l'Inspecteur Charlie Hulme et son adjointe le Sergent Lily Thomson.

#### Inspecteurs-chefs
- Inspecteur-chef Richard Poole (saisons 1.1-3.1 et 10.6) : Il s'agit d'un homme réservé et pudique, très à cheval sur le règlement (bien qu'acceptant exceptionnellement des entorses de la part de Camille) et maladroit socialement. Il a horreur du soleil, tant par la chaleur et la lumière qu'il apporte, et la météo de Londres lui manque beaucoup (c'est un thème récurrent dans la série, souvent humoristique). De par bien des façons, il peut être interprété comme ayant un trouble du spectre autistique (TSA). Il est envoyé sur l’île de Saint-Marie pour enquêter sur le meurtre de l’inspecteur Charlie Hulme, alors en poste, qui se révèle avoir été tué par Lily Thomson, devenue brièvement sa seconde, car elle voulait devenir chef (poste qu'on lui a toujours refusé, donné d'abord à Charlie et ensuite à Richard) et se faire de l'argent facile pour quitter Saint-Marie. Une fois son enquête finie, il veut partir mais se voit contraint de rester. Dans l’épisode 5 de la saison 1, c'est son anniversaire, mais il refuse de le célébrer et de le dire à ses collègues. À la fin de la saison 1, le commandant lui offre la possibilité de rentrer à Londres mais tardivement, l'empêchant ainsi de confirmer ce choix. Il se fait assassiner dans l’épisode 1 de la saison 3, par Sasha Moore (en réalité Ellen Reed, la sœur de son amour d'enfance), permettant l’arrivée du nouvel inspecteur Humphrey Goodman, qui arrête Sasha et son complice et époux James Moore. Il fait un caméo dans le sixième épisode de la saison 10, dans les pensées de Camille, assis sur la plage à côté d'elle.
- Inspecteur-chef Humphrey Goodman (saisons 3.1-6.6) : il est envoyé à Saint-Marie pour enquêter sur le meurtre de Richard Poole et ne voit pas l'intérêt de repartir à Londres après cette enquête. C'est un homme désordonné et maladroit, mais dont l'intelligence se révèle prodigieuse. Il a accepté le poste à Saint-Marie pour redynamiser son couple, mais son épouse ne part pas avec lui, et il lui en veut de ne pas être venue (épisode 8, saison 3). Il a passé de nombreux moments avec sa tante, avec laquelle il résolvait des enquêtes et des énigmes (cette dernière apparaissant d'ailleurs dans le cinquième épisode de la saison 5). Ses relations avec les membres de sa famille sont compliquées : son père a été déçu par la carrière de Humphrey comparée à celle de ses frères. Ceci est évoqué dans les saisons 3 et 4, le père apparaît à la fin de la saison 4, et leurs rapports s'améliorent. Lors de la saison 4, il n’arrive pas à avouer ses sentiments envers le sergent Camille Bordey avant qu'elle ne parte pour Paris. Lors de la saison 5, désespéré de ne pas trouver l'amour et voulant tourner la page, il essaye de trouver une femme à travers des sites de rencontre, en vain. Au cours de la saison 6, à la suite d'une enquête à Londres, l'inspecteur-chef Humphrey Goodman souhaite y rester pour vivre avec son ancien amour Martha (apparue dans l'épisode 8 de la saison 5 et sur laquelle il était tombé par hasard).
- Inspecteur-chef Jack Mooney (saisons 6.5-9.4) : Jack Mooney arrive avec sa fille à Saint-Marie pour des vacances qui se transforment vite en nouvel emploi et devient le nouvel inspecteur-chef local. À l'instar de son prédécesseur, il est instinctif et assez brouillon, et est particulièrement attristé par la mort de son épouse, très récente, à peine un mois avant sa rencontre avec Humphrey Goodman. Lors de la saison 8, il est l'objet d'une enquête sur sa responsabilité dans la blessure par balle du sergent Florence Cassell. Il développe durant la saison 9 une passion amoureuse pour Anna, une insulaire. À la suite de la visite de sa fille, il quitte son poste dès l'épisode 4 de la saison 9, non pas pour partir avec Anna mais pour retourner au Royaume-Uni et ainsi accepter la mort de son épouse.
- Inspecteur-chef Neville Parker (saisons 9.5-13.8) : Il s’agit du remplaçant de Jack Mooney. Il apparaît dans le cinquième épisode de la saison 9. Originaire de Manchester, il est envoyé contre son gré à Saint-Marie pour enquêter sur la mort suspecte d'une de ses compatriotes. Il souffre de violentes allergies, déteste le soleil et la cabane qui lui sert de logement. Il est peu apprécié du Commandant Patterson, qui ne supporte pas son tempérament hypocondriaque, mais qui va vite se rendre compte de son excellent sens de l'observation et de la déduction. Parker finira par rester définitivement sur l'île en tant qu'inspecteur, car s'étant rendu compte qu'à Manchester il vit une vie qu'il s'impose avec ses allergies et pas la vie qu'il souhaite. Dans la saison 10, Neville tombe amoureux de Florence Cassell, mais est trop timide pour le lui avouer, Camille Bordey le remarque lors de son retour à Saint-Marie. Lors du dernier épisode de la saison 10, Neville se rend chez Florence pour lui dévoiler son amour, alors qu'elle se prépare pour un rendez-vous avec un vieil ami, mais l'épisode se finit avant que Neville ait pu dire quoi que ce soit. Lors de la saison 11, sa sœur Izzy débarque à Saint-Marie pour se rapprocher de lui. Pendant un temps, sa présence agace un peu son frère, mais elle se révèle être enceinte dans le sixième épisode de la saison. Dans le sixième épisode de la saison suivante, il est arrêté puis placé en détention provisoire pour meurtre, mais sera finalement innocenté, le vrai coupable ayant tenté de lui faire porter le chapeau pour ce crime. Lors de la saison 13, son ex-petite amie Zoe vient à Saint-Marie après avoir échangé avec Neville, derrière le pseudonyme de Chloe, sur un site de rencontre. Celui-ci la repousse, n'éprouvant plus de sentiments pour elle. C'est alors que Florence revient sur l'île, ravivant les sentiments de l'Inspecteur Parker pour elle et s'avérant réciproques. Dans le dernier épisode de la saison 13, Neville et Florence quittent tous les deux Saint-Marie pour enfin vivre leur histoire d'amour.
- Inspecteur-chef Mervin Wilson (depuis Spécial Noël 2024) : Envoyé à Saint-Marie depuis Londres pour enquêter sur une série d'agressions et meurtres de Pères Noël à la suite du départ de l'Inspecteur Parker, Mervin semble bien s'intégrer au climat ambiant. Mais sa personnalité narcissique agace bien du monde dans l'équipe, allant même jusqu'à snober Catherine, maire d'Honoré. Cependant, sa venue sur l'île pourrait cacher autre chose... Mervin serait à la recherche de sa mère biologique, vivant quelque part à Saint-Marie. Une fois l'affaire résolue, Mervin commence à changer de comportement, s'intéressant à son entourage et s'installe dans la cabane auparavant occupée par chacun de ses prédécesseurs.

#### Sergents
- Agent puis Sergent Fidel Best (saisons 1.1-3.8) : agent de terrain au début de la série, il devient sergent à la fin de la saison 2, après être devenu père à la fin de la saison 1. Il est transféré à la police de Sainte-Lucie entre les saisons 3 et 4. C'est à lui que Humphrey Goodman confie ses sentiments pour Camille.
- Sergent Camille Bordey (saisons 1.1-4.4, 10.5-10.6 et 13.1) : sergent infiltrée lors du premier épisode, elle devient le bras droit des inspecteurs-chefs Poole puis Goodman. Ne voulant pas travailler avec Poole, elle y arrive enfin, puis ils deviennent amis dans les saisons 1 et 2. Quand Camille perd une de ses grandes amies, Aimée Fredericks, et que Richard démasque son meurtrier, ils se rapprochent davantage. Elle est la plus anéantie par la mort de Richard au début de la saison 3, se rendant compte qu'elle avait des sentiments pour lui mais ne le lui ayant jamais dit. D'abord froide avec Goodman à son arrivée, elle commence à l'apprécier quand il démasque les meurtriers de Poole et développe même des sentiments pour lui jusqu’à l’épisode 4 de la saison 4 avant d'être transférée à Paris à la fin de cet épisode avec l’approbation de l’inspecteur-chef Humphrey Goodman. Elle est de retour pour les épisodes 5 et 6 de la saison 10, appelée en renfort, sa mère étant mêlée à une enquête. Dans le dernier épisode de la saison 12, on apprend qu'elle attend un enfant avec son compagnon. Dans le premier épisode de la treizième saison, sa grossesse est arrivée à terme et se prépare à accoucher. Sa mère Catherine l'a rejointe pour la soutenir. Plus tard, l'Inspecteur Parker et l'Agent Pryce discutent en appel vidéo avec elles.
- Sergent Florence Cassell (saisons 4.1-8.6, 10.1-11.4 et 13.7-13.8) : elle remplace le sergent Fidel Best après le départ de celui-ci. Elle devient le bras droit de Humphrey Goodman à partir de l’épisode 5 de la saison 4, après le départ du sergent Camille Bordey, qui lui donne quelques conseils pour savoir « gérer » l’inspecteur. Après le départ de ce dernier avec Martha, elle devient la seconde de l'inspecteur Jack Mooney. À la fin de l'épisode 5 de la saison 8, elle est grièvement blessée par balle mais survit. Quand l'inspecteur Mooney lui apprend la mort de son fiancé Patrice Campbell, elle est anéantie. Néanmoins, elle est présente quand l'inspecteur Mooney démasque la meurtrière, qu'elle arrête elle-même. Elle part à la fin de l'épisode 6 de la saison 8, ayant besoin de prendre ses distances et d'oublier les douloureux événements passés. Cependant, elle fait un retour inattendu dans la saison 10, à la suite du départ du sergent Madeleine Dumas[31]. Néanmoins, elle quitte de nouveau son poste lors du quatrième épisode de la saison 11, voulant continuer le travail d'agent infiltré, à l'image de Camille Bordey. Bien plus tard, dans l'épisode 7 de la treizième saison, elle annonce au Commandant Patterson qu'elle ne fait plus partie du programme de protection des témoins, ayant arrêté le travail d'infiltration. Par conséquent, elle peut rentrer à Saint-Marie. Neville Parker et elle quitteront ensemble l'île dans l'épisode suivant, s'étant enfin avoué leurs sentiments l'un pour l'autre et voulant partir en croisière afin de débuter une relation amoureuse.
- Sergent Madeleine Dumas (saisons 8.7-9.8) : arrive dans la saison 8, épisode 7, pour enquêter sur les événements des épisodes 5 et 6 ; elle fait partie de l'IGPN. Elle prend finalement la place vacante laissée par le sergent Florence Cassell. Elle aime respecter les règles et possède un tempérament rigoureux ; au premier abord, elle est dérangée par le caractère fantaisiste de Jack Mooney. Elle reçoit une promotion entre les saisons 9 et 10, lui permettant de rentrer à Paris.
- Agent puis Sergent Jean-Pierre « J. P. » Hooper (saisons 4.5-10.8 et 13.5) : agent de terrain à partir du cinquième épisode de la saison 4. Il essaye de suivre les règles. Lors d'une enquête, il retrouve une ancienne camarade de classe, Rosey. Tous deux sortent ensemble puis décident de se marier peu de temps après, le tout pendant la saison 5. Il devient père de jumeaux lors de la saison 9. Lors de la saison suivante, Rosey réapparaît, de nouveau enceinte. J.P. quittera son poste après avoir reçu une promotion à la fin de la saison 10. Dans l'épisode 5 de la saison 13, J.-P. réapparaît en Jamaïque aux côtés du Commandant Patterson et de Marlon Pryce, celui-ci ayant quitté Saint-Marie avec sa sœur pour poursuivre leur vie ici.
- Sergent Naomi Thomas (depuis la saison 11.1) : Le Sergent Naomi Thomas fait son apparition dans le premier épisode de la saison 11, remplaçant le Sergent Hooper. Elle habitait dans une petite île près de Saint-Marie jusqu'à son arrivée à Honoré. N'ayant jamais encore enquêté sur des affaires de meurtre, elle se réjouit de pouvoir enfin faire ce dont elle a toujours rêvé. Elle aime également fournir un travail rigoureux et consciencieux. Elle devient la seconde de l'inspecteur-chef Neville Parker à la suite du départ du sergent Florence Cassell. Dans l'épisode Spécial Noël 2023, Marlon et elle deviennent de plus en plus proches, au point qu'ils s'embrassent quasiment sous les yeux de l'Inspecteur Parker. Serait-ce le début d'une romance entre les deux officiers de police ? Dans la saison 13, Naomi continue d'épauler avec brio l'Inspecteur Parker, jusqu'à ce qu'il quitte l'île avec Florence Cassell. Lorsque l'Inspecteur Mervin Wilson débarque à Saint-Marie pour Noël 2024, Naomi est rapidement agacée par son côté nombrilique, n'accordant de l'importance qu'à lui-même. Une fois leur première affaire commune résolue, Mervin commence à faire des efforts pour éradiquer son côté narcissique et se centrer sur les personnes qui l'entourent.

#### Agents
- Agent Dwayne Myers (saisons 1.1-7.8, Spécial Noël 2021 et depuis saison 13.6) : agent de terrain. Dwayne est un fêtard coureur de jupons mais trouve l'amour en la personne de Darlene Curtis lors de la saison 7. Lors du sixième épisode de la saison 6, à Londres pour les besoins d'une enquête, il a la surprise de tomber sur son père Nelson, qu'il n'a pas vu depuis des années. Dwayne se montre assez froid durant leurs retrouvailles, lui reprochant de les avoir abandonnés avec sa mère. Dans le septième épisode de la saison 7, Nelson débarque à Saint-Marie et retrouve son fils chez sa petite-amie Darlene. Dans l'épisode suivant, il lui explique qu'il est venu faire la paix et repartir sur de bonnes bases. En conséquence, tous deux quitteront l'île pour partir en voyage. On ne reverra pas Dwayne avant l'épisode Spécial Noël 2021 (Noël aux Caraïbes), dans lequel il revient à Saint-Marie pour prêter main-forte à l'équipe afin de résoudre une affaire, celle-ci étant en sous-effectifs en raison du départ du sergent J.-P. Hooper. Cependant, il fait son grand retour dans le sixième épisode de la saison 13, accueilli froidement par Darlene, afin de compléter à nouveau l'équipe en conséquence du départ de l'Agent Pryce.
- Agent Ruby Patterson (saisons 8.2-9.8) : Apparaît pour la première fois dans le deuxième épisode de la saison 8. Venue remplacer l'agent Dwayne Myers, elle est la nièce du Commandant Patterson. D'un naturel écervelé, elle est accueillie avec méfiance par J.-P., qui finit par la prendre sous son aile. Néanmoins, elle quitte le poste de police d'Honoré à l'issue de la saison 9, pour suivre le sergent Madeleine Dumas à Paris.
- Agent Marlon Pryce (saisons 10.2-13.5) : Rejoint l'équipe dans le cadre d'un programme de réhabilitation des petits délinquants. Le sergent JP Hooper rencontre Pryce pour la première fois alors qu'il escroque les visiteurs, et il est appréhendé et incarcéré. Alors que le risque de la prison approche, il rejoint l'académie de police en tant qu'agent stagiaire dans l'espoir d'effacer son casier et de trouver un emploi stable. Lors de la saison 11, il devient un agent à part entière. Dans la saison 12, il se présente à l'examen de sergent, malgré les réticences du Commandant Patterson. Il quitte l'équipe de police ainsi que Saint-Marie dans le cinquième épisode de la saison 13, pour s'occuper de sa sœur ayant décroché une place à l'université en Jamaïque. Marlon bénéficiera d'un nouveau poste d'agent dans la police locale, poste octroyé par J.-P. Hooper, faisant un petit retour par l'occasion.
- Agent Darlene Curtis (saisons 7.3, 7.5, 7.7 et depuis 11.5) : Lors de la saison 7, elle est présentée comme la petite-amie de Dwayne. Ce dernier voulant la jouer à la cool avec elle, elle lui remonte les bretelles en lui disant qu'il faut se comporter comme un adulte. Ils restent quelque temps ensemble puis leurs chemins se séparent. On retrouve Darlene, nouvellement infirmière, dans le cinquième épisode de la saison 11 où elle est soupçonnée d'un meurtre accidentel. Elle sera finalement innocentée puis volontaire pour être agent auprès de l'équipe de police de Saint-Marie. Lors de l'épisode Le Fantôme de Noël, elle confie à l'Inspecteur Parker et au Commandant Patterson qu'elle se sent ignorée et pas prise au sérieux car ne possédant pas de formation policière. Néanmoins, elle les ravit en leur annonçant qu'elle postule à l'académie de police, afin de faire les choses "correctement". Lors de la saison 12, elle devient agent stagiaire, supervisée par Marlon, bien que celui-ci ait du mal à s'y faire. Dans l'épisode Spécial Noël 2023 (L'étrange Noël de Debbie), elle devient un agent à part entière. Depuis le départ de Marlon (S13E05), Darlene doit désormais collaborer avec Dwayne, mais leur partenariat est quelque peu perturbé en raison de leur passif commun.

#### Proches et familles de l'équipe de police
- Catherine Bordey (depuis la saison 1.2) : mère du Sergent Camille Bordey et exploitante d'un restaurant-bar. Elle devient maire d'Honoré à la fin de la saison 6. Dans les épisodes 5 et 6 de la saison 10, elle devient mêlée de près à une affaire de meurtre et se retrouve en danger. Le Commandant fera alors appel à sa fille, Camille, pour tirer cette affaire au clair.
- Aidan Miles (saison 1.7-1.8) : amant de Catherine Bordey. Leur relation était au beau fixe jusqu'à ce que Richard Poole le démasque comme étant le meurtrier de son ancienne amante. Il a été arrêté et incarcéré pour ce crime. Catherine a été choquée par cette histoire.
- Sally Goodman (saison 3.1, 3.8) : ex-épouse d'Humphrey Goodman. Celui-ci voulait partir dans les îles afin de redynamiser son couple, mais Sally ne l'a pas suivi. Lorsqu'elle débarque à Saint-Marie dans le dernier épisode de la saison 3, Humphrey finit par rompre avec elle, n'éprouvant plus de sentiments. Elle est évoquée dans le dernier épisode de la saison 4 par le père d'Humphrey, Martin, disant que Sally est maintenant fiancée à un avocat, Derek Grundy.
- Marlon Croft (saison 3.5) : père de Camille Bordey. Celui-ci les a abandonnées elle et Catherine il y a des années, et Camille lui en veut toujours. Elle est tombée par hasard sur lui, lors d'une enquête. Cependant, les raisons de son départ du domicile familial se sont avérées être plus compliquées que ça.
- Martin Goodman (saison 4.7-4.8) : père d'Humphrey Goodman. Il désapprouvait la carrière de celui-ci comparé à celle de ses frères. Mais après l'avoir entendu confondre un assassin durant une affaire, il change d'opinion sur Humphrey et le félicite.
- Rosey Hooper (née Fabrice) (saisons 5.3, 5.5-5.6, 5.8, 10.3 et 10.8) : petite amie puis épouse de J.-P. Hooper. Ils se sont rencontrés lors d'un défilé de mode auquel Rosey et une autre mannequin, assassinée, participaient. Une fois l'affaire résolue, J.-P. et Rosey commencent à se fréquenter. Ils finissent par se fiancer et se marier, le tout pendant la saison 5. Lors de la saison 9, ils deviennent parents de jumeaux. Dans la saison suivante, Rosey réapparaît, de nouveau enceinte, avant que J.-P. ne quitte son poste après avoir reçu une promotion.
- Mary Goodman (saison 5.5) : tante d'Humphrey Goodman. Ce dernier et elle étaient passionnés par la résolution d'énigmes et puzzles. Dans l'épisode en question, Mary est malgré elle témoin d'un meurtre. Son aide sera très utile à Humphrey afin de mener l'enquête.
- Martha Lloyd (saisons 5.8, 6.1, 6.3-6.4, 6.6) : ex puis petite-amie d'Humphrey Goodman. Lors de la saison 5, cherchant à renouer avec l'amour, Humphrey s'inscrit sur des sites de rencontre. Il finit par correspondre avec Martha, puis manque de l'écraser sur la route à la suite d'un malheureux concours de circonstances. Dans la saison 6, ils passent de bons moments ensemble, qui prennent fin lorsque Martha doit rentrer à Londres. Néanmoins Humphrey la retrouve lors de son déplacement là-bas durant une affaire de meurtre, et souhaite rester définitivement avec elle.
- Nelson Myers (saisons 6.5-6.6, 7.7-7.8) : père de Dwayne Myers. Celui-ci le rencontre par hasard dans le cinquième épisode de la sixième saison alors qu'il rendait visite à sa tante, à Londres. Leurs rapports n'étaient et ne sont toujours pas au beau fixe. Dwayne refuse de parler à son père lorsque ce dernier débarque à Saint-Marie la saison suivante. Néanmoins, ils finissent par se réconcilier et partent en voyage. Dwayne revient à Saint-Marie lors de l'épisode Spécial Noël 2021, confiant que son père est gravement tombé malade.
- Siobhán Mooney (saisons 6.6-6.8, 7.1, 8.8, 9.4) : fille de Jack Mooney. Elle part avec lui en vacances à Saint-Marie lorsque Humphrey Goodman leur prête sa cabane restant à Londres. Mais quelque temps après, elle retourne là-bas, allant à l'université. Elle réapparaît dans le dernier épisode de la saison 8, s'étant fait larguer par son petit copain, ayant par conséquent besoin du réconfort de son père. Le Commandant Patterson s'arrange pour la faire venir à Saint-Marie. Elle revient une dernière fois dans le quatrième épisode de la saison 9, faisant prendre à son père, Jack Mooney, une décision cruciale concernant son avenir.
- Patrice Campbell (saison 8.1-8.6) : petit-ami puis fiancé de Florence Cassell. Il apparaît dans le premier épisode de la saison 8, lorsque J.-P. le prend à tort pour la nouvelle recrue de l'équipe de police, mettant Florence mal à l'aise. Celle-ci et Patrice planifiaient activement leur mariage, quand ils sont frappés par un événement tragique. Florence s'en est sortie difficilement mais Patrice n'a pas survécu. Elle est anéantie en apprenant qu'elle a perdu l'homme de sa vie, le seul qu'elle aimait passionnément. Après avoir arrêté elle-même son assassin, Florence décide de partir en Martinique, afin de prendre ses distances et oublier les douloureux événements passés.
- Anna Masani (saison 9.1-9.4) : conquête amoureuse de Jack Mooney. Ils commencent à flirter ensemble après qu'Anna a été témoin d'un suspect de meurtre. Jack et elle se lancent dans les danses de salon, notamment la salsa, ce dernier débutant difficilement. Ensuite, ils s'offrent une petite escapade en bateau autour de Saint-Marie, Jack faisant visiter l'île à Anna. Celle-ci lui propose ensuite de partir faire le tour du monde avec elle. Jack, après avoir reçu la visite de sa fille, qui s'entend très bien avec Anna, lui répond qu'il ne partira pas avec elle, mais attendra son retour, lorsqu'elle reviendra à Londres. Anna accepte et quitte Saint-Marie.
- Izzy Parker (saison 11.5-11.7) : sœur de Neville Parker. Elle vient lui rendre visite à Saint-Marie dans le cinquième épisode de la saison 11, leur relation frère-sœur ayant eu des hauts et des bas. Mais ça ne fait qu'empirer lorsque Izzy monte une fête dans le cabanon de Neville sans sa permission et saccage les lieux. Cependant, elle lui révèle la vraie raison de sa venue à Saint-Marie. Izzy est tombée enceinte puis son compagnon lui a demandé de l'épouser, ne sachant pas comment gérer tout ça. Ils se réconcilient et Izzy repart en Angleterre, prête à se marier et avoir son enfant. Lors de l'épisode Le Fantôme de Noël (2022), Neville apprend que sa sœur a donné naissance à un petit garçon nommé Arthur.
- Maggie Harper (saison 11.8) : ex-épouse de Selwyn Patterson. Elle fait son apparition dans le dernier épisode de la saison 11, étant mêlée à une affaire de meurtre. Selwyn et elle se revoient et passent la nuit ensemble. Plus tard, elle lui annonce qu'elle a une fille, dont le père est Selwyn lui-même. Tous deux se rencontrent et font connaissance tout au long de la saison 12.
- Sophie Chambers alias Rebecca Wanslow (Spécial Noël 2022 et saison 12.1-12.2, 12.5-12.8) : petite-amie de Neville Parker. Sophie étant en visite sur l'île, elle fait la rencontre de Neville, se révélant aussi maladroite et inexpérimentée en romantisme que lui. Cependant, cela finit par les rapprocher, et ils entament une relation. Dans le septième épisode de la douzième saison, elle dévoile son vrai visage : celui de Rebecca Wanslow, la sœur d'une victime d'une affaire de drogue que les Inspecteurs Parker et Buckley ont traité. Ce dernier aurait fait disparaître des preuves impliquant un trafiquant, conduisant à la mort de la sœur de Rebecca. Afin de se venger, cette dernière a tué elle-même le criminologue David Cartwright, en faisant porter le chapeau à Neville pour qu'il aille en prison. Mais son plan échoue et elle est par conséquent incarcérée, l'Inspecteur ayant été blanchi. En vérité, Sophie ou plutôt Rebecca n'a jamais eu de sentiments amoureux pour lui, elle ne faisait que jouer la comédie.
- Andrew Buckley (saison 12.3, 12.7) : ex-coéquipier et ami de Neville Parker, apparaissant dans le troisième épisode de la saison 12. Celui-ci fait appel à Andrew afin de résoudre une enquête. Quelques jours plus tard, ce dernier le recontacte et tente de lui parler d'une affaire qui le préoccupe, mais se ravise. Lors de l'épisode 7, l'inspectrice Karen Filtcroft, mandatée sur l'île pour enquêter sur l'implication de Neville dans le meurtre du criminologue David Cartwright, lui apprend qu'Andrew est dans le collimateur du DPS, qui enquête sur le fait qu'il pourrait être un ripoux.
- Andrina Harper (saison 12.5) : fille du Commandant Selwyn Patterson et Maggie Harper. Catherine soutient ce dernier alors qu'il est nerveux à l'idée de rencontrer sa fille dans le cinquième épisode de la douzième saison. La rencontre ne se passe pas très bien entre le père et la fille, la seconde reprochant au premier de ne pas profiter du moment présent et de poser des questions sur sa vie sociale et professionnelle. Elle lui confie une enveloppe avec des photos d'elle jeune, mais Selwyn ne les regarde pas. Il se bloque, ayant peur d'éprouver des sentiments fraternels. Mais il finit par surmonter son blocage et proposer à Andrina une balade sur l'île.
- Melanie Parker (Spécial Noël 2023) : mère de l'Inspecteur Neville Parker. Elle débarque pour la première fois à Saint-Marie pour les fêtes de Noël. Elle s'intègre rapidement à la population et la culture locale, sous l'œil dérangé de son fils.

#### Autres personnages
- Harry (depuis la saison 1.1) : animal de compagnie des inspecteurs-chefs Richard Poole, Humphrey Goodman, Jack Mooney puis Neville Parker. Il s'agit d'un lézard vert appelé « zandoli » par les Antillais. Ce reptile fait partie de l'espèce Anolis roquet. Pour faciliter la mise en scène, l'animal est virtuel et la production a recours à l'infographie pour l'animer[132]. Vers la fin de l'épisode 8 de la saison 2, Camille Bordey demande à Richard Poole pourquoi il a appelé ainsi le lézard ; il lui répond : « Je suis tombé sur le prince Harry dans le journal, il lui ressemble. »

## Accueil

### Audiences
Au Royaume-Uni, les quatre premières saisons de la série attirent en moyenne 7,54 millions de téléspectateurs. Le premier épisode de la quatrième saison réalise la meilleure audience de la série avec 8,92 millions de téléspectateurs. Le sixième épisode de la première saison réalise la moins bonne audience avec 5,30 millions de téléspectateurs.
En France, les trois premières saisons sont suivies en moyenne par 2,46 millions de téléspectateurs. Le cinquième épisode de la troisième saison réalise la meilleure audience de la série avec 3,69 millions de téléspectateurs. Le dernier épisode de la deuxième saison réalise la moins bonne audience avec 1 million de téléspectateurs. On peut relever le fait que les saisons 9 et 10 ont reçu de meilleures audiences que les autres, car diffusées durant les confinements liés à la pandémie de Covid-19 en France, idem au Royaume-Uni pour la saison 10. Les saisons 11, 12 et 13 sont également satisfaisantes en terme d'audience si on se réfère au premier et au dernier épisode de chaque saison.
| Saison         | Nombre d'épisodes | Audiences au Royaume-Uni (en millions) | Audiences au Royaume-Uni (en millions) | Audiences au Royaume-Uni (en millions) | Audiences en France (en millions) | Audiences en France (en millions) | Audiences en France (en millions) |
| Saison         | Nombre d'épisodes | Première                               | Finale                                 | Moyenne                                | Première                          | Finale                            | Moyenne                           |
| -------------- | ----------------- | -------------------------------------- | -------------------------------------- | -------------------------------------- | --------------------------------- | --------------------------------- | --------------------------------- |
| 1              | 8                 | 6,78                                   | 6,29                                   | 5,89                                   | 2,56                              | 2,10                              | 2,15                              |
| 2              | 8                 | 8,20                                   | 7,50                                   | 7,67                                   | 1,70                              | 1,00                              | 1,89                              |
| 3              | 8                 | 8,69                                   | 8,52                                   | 8,46                                   | 3,57                              | 3,30                              | 3,33                              |
| 4              | 8                 | 8,92                                   | 6,52                                   | 9,03                                   | 3,41                              | -                                 | -                                 |
| 5              | 8                 | 9,24                                   | 8,73                                   | 8,67                                   | 3,99                              | 3,54                              | 3,39                              |
| 6              | 8                 | 9,81                                   | 8,96                                   | 9,09                                   | 3,08                              | 3,35                              | -                                 |
| 7              | 8                 | 8,79                                   | 7,85                                   | 8,34                                   | 3,86                              | 2,46                              | -                                 |
| 8              | 8                 | 8,94                                   | 8,37                                   | 8,39                                   | 3,86                              | 3,14                              | -                                 |
| 9              | 8                 | 8,98                                   | 7,49                                   | 8,49                                   | 4,07                              | 5,09                              | 4,52                              |
| 10             | 8                 | 9,15                                   | 8,77                                   | 8,86                                   | 4,30                              | 4,66                              | 4,24                              |
| Spécial Noël 1 | Spécial           | 8,76                                   | -                                      | -                                      | 4,61                              | -                                 | -                                 |
| 11             | 8                 | -                                      | -                                      | -                                      | 4,32                              | 4,05                              | -                                 |
| Spécial Noël 2 | Spécial           | -                                      | -                                      | -                                      | 4,41                              | -                                 | -                                 |
| 12             | 8                 | -                                      | -                                      | -                                      | 4,39                              | 4,10                              | -                                 |
| Spécial Noël 3 | Spécial           | -                                      | -                                      | -                                      | 3,91                              | -                                 | -                                 |
| 13             | 8                 | -                                      | -                                      | -                                      | 3,40                              |                                   |                                   |

### Réception critique
La série obtient une note de 4,0/5 sur Allociné, basée sur 182 notes dont 32 critiques.
Elle obtient une note de 8,0/10 sur IMDb, basée sur 3 959 votes.
Mustapha Kessous, du Monde, qualifie la série d'efficace. « Les intrigues sont bien ficelées et ne manquent jamais d'humour ni de rebondissements. » L'un des points forts de la série est l'opposition entre les caractères des deux personnages principaux, Richard Poole (Ben Miller) et Camille Bordey (Sara Martins). Le personnage de Poole, antihéros gauche mais génial, est un croisement entre Columbo (Columbo) et Jessica Fletcher (Arabesque).

### Retombées économiques
De par la diffusion internationale de la série, le département de la Guadeloupe bénéficie d'une visibilité inédite. Les retombées économiques sont estimées à cinq millions d'euros annuels. La Guadeloupe profite d'une nouvelle attractivité touristique,.

## Spin-off
La BBC a commandé une série dérivée  Meurtres au paradis anglais (titre canadien) (Beyond Paradise) centré sur l'inspecteur Humphrey Goodman. Il est diffusé sur France 3 à  partir du 13 avril 2025 avec le titre Mystères au Paradis.

## Produits dérivés

### Sorties DVD

#### Au Royaume-Uni
- Death in Paradise, saison 1 (2 DVD), paru le 8 octobre 2012
- Death in Paradise, saison 2 (3 DVD), paru le 4 mars 2013
- Death in Paradise, saisons 1 & 2 (5 DVD), paru le 28 octobre 2013
- Death in Paradise, saison 3 (3 DVD), paru le 10 mars 2014

#### En France
- Meurtres au paradis, saison 1 (3 DVD), paru le 20 novembre 2013
- Meurtres au paradis, saison 2 (3 DVD), paru le 4 décembre 2013
- Meurtres au paradis, saisons 1 et 2 (6 DVD), paru le 4 décembre 2013
- Meurtres au paradis, saison 3 (3 DVD), paru le 3 juillet 2015
- Meurtres au paradis, saisons 1 à 3 (9 DVD) paru le 3 juillet 2015
- Meurtres au paradis, saison 4 (3 DVD), paru le 6 juillet 2016
- Meurtres au paradis, saisons 1 à 4 (12 DVD) paru le 15 novembre 2016
- Meurtres au paradis, saison 5 (3 DVD), paru le 5 juillet 2017
- Meurtres au paradis, saison 6 (3 DVD), paru le 23 août 2017
- Meurtres au paradis, saisons 1 à 5 (15 DVD) paru le 4 octobre 2017
- Meurtres au paradis, saison 7 (3 DVD), paru le 28 août 2018
- Meurtres au paradis, saisons 1 à 7 (21 DVD) paru le 3 octobre 2018
- Meurtres au paradis, saison 8 (3 DVD), paru le 21 août 2019
- Meurtres au paradis, saisons 1 à 8 (24 DVD) paru le 2 octobre 2019
- Meurtres au paradis, saison 9 (3 DVD), paru le 1er juillet 2020
- Meurtres au paradis, saison 5 et 6 (6 DVD), paru le 9 juin 2021
- Meurtres au paradis, saison 7 et 8 (6 DVD), paru le 9 juin 2021
- Meurtres au paradis, saison 10 (3 DVD), paru le 1er décembre 2021
- Meurtres au paradis, saison 1 à 10 (30 DVD), paru le 1er décembre 2021
- Meurtres au paradis, saison 11 (3 DVD), paru le 17 août 2022
- Meurtres au paradis, saison 1 à 11 (33 DVD), paru le 5 octobre 2022

### Livres
En janvier 2015, Robert Thorogood (en), créateur de la série et scénariste, publie un premier roman se déroulant dans le même cadre que la série, et mettant en scène le casting original de la série : l'inspecteur Richard Poole, le sergent Camille Bordey, les agents Dwayne Myers et Fidel Best. Un deuxième roman est en préparation.
- (en) Robert Thorogood (en), A Meditation on Murder, Mira, coll. « Death in Paradise » (no 1), 1er janvier 2015, 368 p. (ISBN 978-1-4740-0658-3, lire en ligne)

 Au total, 4 romans ont été publiés outre-Manche. La maison d'édition a annoncé sur d'autres plateformes la publication en France de deux romans sous les noms « Meurtre avec (pré)méditation » et « Falaise Fatale ».  

### Musique
Le 12 janvier 2015, une compilation CD de la bande originale de la série est publiée par la BBC. Elle est composée de 26 titres.